# Китай на зимних Олимпийских играх 2022

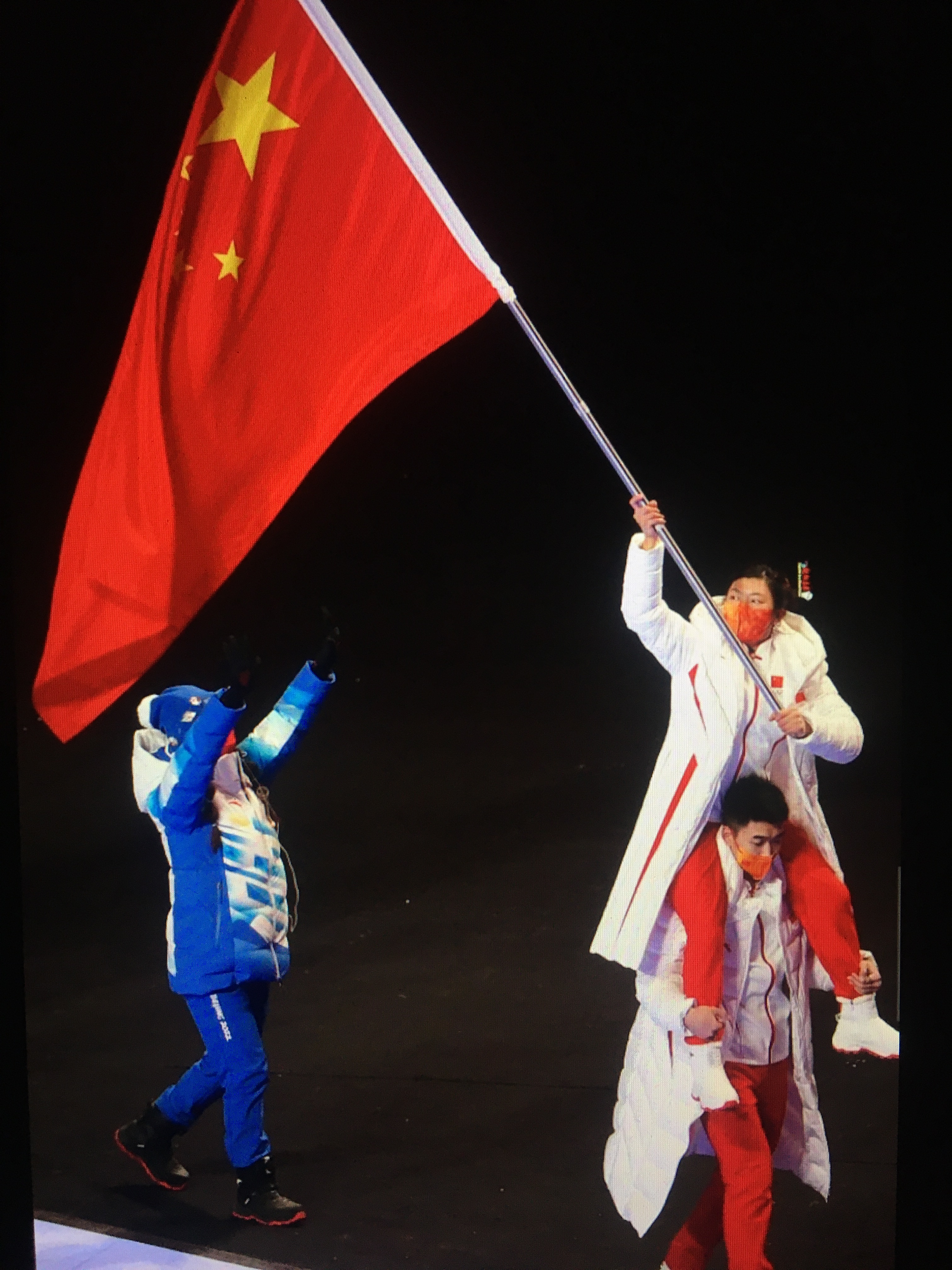
Знаменосцы сборной КНР Гао Тинъюй и Сюй Мэнтао на церемонии закрытия зимних Олимпийских игр в Пекине

Китай является страной-организатором на зимних Олимпийских играх 2022 года и был представлен 182 спортсменами в 15 видах спорта. На церемонии открытия Игр право нести национальный флаг было доверено спортсменке, выступающей в соревнованиях по скелетону Чжао Дань и бронзовому призёру зимних Олимпийских игр 2018 года в конькобежном спорте Гао Тинъюю. На церемонии закрытия Игр право нести национальный флаг было доверено чемпионам Олимпиады-2022: фристайлистке Сюй Мэнтао и конькобежцу Гао Тинъюю. Гао Тинъюй нёс на плечах Сюй Мэнтао, которая высоко держала национальный флаг.
Китайцы завоевали 9 золотых наград и заняли третье место в неофициальном медальном зачёте после норвежцев и немцев. Ранее за всю историю китайцы выиграли на зимних Играх всего 13 золотых наград.

## Медали
| Золото  |                                                         |                                           |            |
| №       | Спортсмены                                              | Вид спорта (дисциплина)                   | Дата       |
| 1       | Цюй Чуньюй Фань Кэсинь Чжан Юйтин У Дацзин Жэнь Цзывэй  | Шорт-трек (смешанная эстафета)            | 5 февраля  |
| 2       | Жэнь Цзывэй                                             | Шорт-трек (1000 м, мужчины)               | 7 февраля  |
| 3       | Гу Айлин                                                | Фристайл (биг-эйр, женщины)               | 8 февраля  |
| 4       | Гао Тинъюй                                              | Конькобежный спорт (500 м, мужчины)       | 12 февраля |
| 5       | Сюй Мэнтао                                              | Фристайл (акробатика, женщины)            | 14 февраля |
| 6       | Су Имин                                                 | Сноуборд (биг-эйр, мужчины)               | 15 февраля |
| 7       | Ци Гуанпу                                               | Фристайл (акробатика, мужчины)            | 16 февраля |
| 8       | Гу Айлин                                                | Фристайл (хафпайп, женщины)               | 18 февраля |
| 9       | Суй Вэньцзин Хань Цун                                   | Фигурное катание (парное катание)         | 19 февраля |
| Серебро |                                                         |                                           |            |
| №       | Спортсмены                                              | Вид спорта (дисциплина)                   | Дата       |
| 1       | Су Имин                                                 | Сноуборд (слоупстайл, мужчины)            | 7 февраля  |
| 2       | Ли Вэньлун                                              | Шорт-трек (1000 м, мужчины)               | 7 февраля  |
| 3       | Сюй Мэнтао Цзя Цзунъян Ци Гуанпу                        | Фристайл (смешанная командная акробатика) | 10 февраля |
| 4       | Гу Айлин                                                | Фристайл (слоупстайл, женщины)            | 15 февраля |
| Бронза  |                                                         |                                           |            |
| №       | Спортсмены                                              | Вид спорта (дисциплина)                   | Дата       |
| 1       | Янь Вэньган                                             | Скелетон (мужчины)                        | 11 февраля |
| 2       | Фань Кэсинь Хань Юйтун Цюй Чуньюй Чжан Чутун Чжан Юйтин | Шорт-трек (эстафета, женщины)             | 13 февраля |

| Медали по видам спорта | Медали по видам спорта | Медали по видам спорта | Медали по видам спорта | Медали по видам спорта |
| ---------------------- | ---------------------- | ---------------------- | ---------------------- | ---------------------- |
| Вид спорта             | 1                      | 2                      | 3                      | Итого                  |
| Конькобежный спорт     | 1                      | 0                      | 0                      | 1                      |
| Скелетон               | 0                      | 0                      | 1                      | 1                      |
| Сноуборд               | 1                      | 1                      | 0                      | 2                      |
| Фигурное катание       | 1                      | 0                      | 0                      | 1                      |
| Фристайл               | 4                      | 2                      | 0                      | 6                      |
| Шорт-трек              | 2                      | 1                      | 1                      | 4                      |
| Всего                  | 9                      | 4                      | 2                      | 15                     |

| Медали по дням | Медали по дням | Медали по дням | Медали по дням | Медали по дням | Медали по дням | Медали по дням |
| -------------- | -------------- | -------------- | -------------- | -------------- | -------------- | -------------- |
| День           | Дата           | 1              | 2              | 3              | Итого          |                |
| День 1         | 5 февраля      | 1              | 0              | 0              | 1              |                |
| День 2         | 6 февраля      | 0              | 0              | 0              | 0              |                |
| День 3         | 7 февраля      | 1              | 2              | 0              | 3              |                |
| День 4         | 8 февраля      | 1              | 0              | 0              | 1              |                |
| День 5         | 9 февраля      | 0              | 0              | 0              | 0              |                |
| День 6         | 10 февраля     | 0              | 1              | 0              | 1              |                |
| День 7         | 11 февраля     | 0              | 0              | 1              | 1              |                |
| День 8         | 12 февраля     | 1              | 0              | 0              | 1              |                |
| День 9         | 13 февраля     | 0              | 0              | 1              | 1              |                |
| День 10        | 14 февраля     | 1              | 0              | 0              | 1              |                |
| День 11        | 15 февраля     | 1              | 1              | 0              | 2              |                |
| День 12        | 16 февраля     | 1              | 0              | 0              | 1              |                |
| День 13        | 17 февраля     | 0              | 0              | 0              | 0              |                |
| День 14        | 18 февраля     | 1              | 0              | 0              | 1              |                |
| День 15        | 19 февраля     | 1              | 0              | 0              | 1              |                |
| День 16        | 20 февраля     | 0              | 0              | 0              | 0              |                |
| Всего          | Всего          | 9              | 4              | 2              | 15             |                |

| Медали по полу | Медали по полу | Медали по полу | Медали по полу | Медали по полу |
| -------------- | -------------- | -------------- | -------------- | -------------- |
| Пол            | 1              | 2              | 3              | Итого          |
| Мужчины        | 4              | 2              | 1              | 7              |
| Женщины        | 3              | 1              | 1              | 5              |
| Микст          | 2              | 1              | 0              | 3              |
| Всего          | 9              | 4              | 2              | 15             |

## Состав сборной
Биатлон
1. Чжан Чуньюй
2. Чжу Чжэньюй
3. Чэн Фанмин
4. Янь Синъюань

1. Дин Юйхуань
2. Мэн Фаньци
3. Тан Цзялинь
4. Чу Юаньмэн

 Бобслей
1. Дин Сун
2. Е Цзелун
3. Ли Чуньцзянь
4. Лю Вэй
5. Сунь Кайчжи
6. У Цинцзэ
7. У Чжитао
8. Чжэнь Хэн
9. Ши Хао

1. Ван Сюань
2. Ду Цзяни
3. Ин Цин
4. Хуай Минмин

 Горнолыжный спорт
1. Сюй Минфу
2. Чжан Янмин

1. Кун Фаньин
2. Ни Юэмин

 Кёрлинг
1. Ван Чжиюй
2. Лин Чжи
3. Ма Сююэ
4. Сюй Цзинтао
5. Цзоу Цян
6. Цзян Дунсюй

1. Ван Жуй
2. Дун Цзыци
3. Фань Суюань
4. Хань Юй
5. Цзян Синьди
6. Чжан Лицзюнь

 Конькобежный спорт
1. Ван Хаотянь
2. Гао Тинъюй
3. Лянь Цзывэнь
4. Нин Чжунъянь
5. Сюй Фу
6. Ян Тао

1. Ахэнаэр Адакэ
2. Го Дань
3. Инь Ци
4. Ли Циши
5. Тянь Жуйнин
6. Хань Мэй
7. Цзинь Цзинчжу

 Лыжные гонки
1. Ван Цян
2. Лю Жуншэн
3. Хадэсы Бадэлихань
4. Цыжэнь Чжаньдуй
5. Чэнь Дэгэнь
6. Шан Цзиньцай

1. Баяни Цзялинь
2. Динигээр Иламуцзян
3. Ли Синь
4. Ма Цинхуа
5. Чи Чуньсюэ
6. Чэнь Шуан

 Лыжное двоеборье
1. Го Юйхао
2. Фань Хайбинь
3. Чжао Цзыхэ
4. Чжао Цзявэнь

 Прыжки на лыжах с трамплина
1. Люй Исинь
2. Сун Циу
3. Чжао Цзявэнь
4. Чжоу Сяоян
5. Чжэнь Вэйцзе

1. Дун Бин
2. Пэн Цинъюэ

 Санный спорт
1. Фань Дояо
2. Хуан Ебо
3. Пэн Цзюньюэ

1. Ван Пэйсюань

 Скелетон
1. Янь Вэньган
2. Инь Чжэн

1. Ли Юйси
2. Чжао Дань

 Сноуборд
1. Би Е
2. Ван Цзыян
3. Гао Хунбо
4. Гу Ао
5. Су Имин
6. Фань Сяобин

1. Гун Найин
2. Жун Гэ
3. Лю Цзяюй
4. У Шаотун
5. Фэн Хэ
6. Цай Сюэтун
7. Цзан Жусинь
8. Цю Лэн

 Фигурное катание
1. Лю Синьюй
2. Хань Цун
3. Цзинь Боян
4. Цзинь Ян

1. Ван Шиюэ
2. Пэн Чэн
3. Суй Вэньцзин
4. Чжу И

 Фристайл
1. Ван Синьди
2. Ван Хайчжо
3. Мао Бинцян
4. Сунь Цзинбо
5. Сунь Цзясюй
6. Хэ Бинхань
7. Хэ Цзиньбо
8. Цзя Цзунъян
9. Ци Гуанпу
10. Чжао Ян

1. Гу Айлин
2. Жань Хунъюнь
3. Кун Фаньюй
4. Ли Фанхуэй
5. Ли Нань
6. Пу Жуй
7. Сюй Мэнтао
8. У Мэн
9. Чжан Кэсинь
10. Шао Ци
11. Ян Шожуй

 Хоккей
1. Ван Тайлэ
2. Вэй Жуйкэ
3. Го Цзянин
4. Е Цзиньгуан
5. Жуйань Сыпулаоэр
6. Ин Жуди
7. Ло Цзя
8. Лю Цзе
9. Денис Осипов
10. Оубань Юнли
11. Сян Сюйдун
12. Фу Цзян
13. Фу Шуай
14. Хань Пэнфэй
15. Цзекэ Кайляосы
16. Цзежуйми Шимисы
17. Цзянь Ань
18. Чжан Пэнфэй
19. Чжан Цзэсэнь
20. Чжун Вэй
21. Чжэн Эньлай
22. Чэнь Цзымэн
23. Юань Цзюньцзе
24. Янь Жуйнань
25. Янь Цзюньчэн

1. Ван Юйтин
2. Ван Юйцин
3. Гуань Инъин
4. Кан Мулань
5. Ли Бэйка
6. Ли Цяньхуа
7. Линь Ни
8. Линь Цзясинь
9. Линь Цици
10. Лю Чжисинь
11. Ми Лэ
12. Фан Синь
13. Фэй Анна
14. Ху Баочжэнь
15. Хуан Хуэйэр
16. Хэ Синь
17. Чжан Мэнъин
18. Чжан Сифан
19. Чжао Цинань
20. Чжоу Цзяин
21. Чжу Жуй
22. Чэнь Тия
23. Юй Байвэй

 Шорт-трек
1. Жэнь Цзывэй
2. Ли Вэньлун
3. Сунь Лун
4. У Дацзин
5. Чжан Тяньи

1. Хань Юйтун
2. Фань Кэсинь
3. Цюй Чуньюй
4. Чжан Чутун
5. Чжан Юйтин

## Результаты соревнований

### Биатлон
Мужчины
| Соревнование         | Спортсмены                                      | Стрельба                             | Время                                     | Отставание | Место |
| -------------------- | ----------------------------------------------- | ------------------------------------ | ----------------------------------------- | ---------- | ----- |
| спринт               | Чэн Фанмин                                      | 0+1                                  | 25.53,3                                   | +1.52,9    | 32    |
| спринт               | Янь Синъюань                                    | 1+0                                  | 26.16,7                                   | +2.16,3    | 40    |
| спринт               | Чжан Чуньюй                                     | 0+1                                  | 27.14,2                                   | +3.13,8    | 76    |
| спринт               | Чжу Чжэньюй                                     | 2+1                                  | 27.28,6                                   | +3.28,2    | 81    |
| гонка преследования  | Чэн Фанмин                                      | 1+2+1+0                              | 43.30,4                                   | +4.22,9    | 22    |
| гонка преследования  | Янь Синъюань                                    | 2+1+1+1                              | 45.30,2                                   | +6.22,7    | 41    |
| индивидуальная гонка | Янь Синъюань                                    | 1+1+1+0                              | 53.40,6                                   | +4.53,2    | 39    |
| индивидуальная гонка | Чэн Фанмин                                      | 2+1+0+3                              | 56.07,8                                   | +7.20,4    | 69    |
| индивидуальная гонка | Чжу Чжэньюй                                     | 1+2+1+0                              | 58.42,6                                   | +9.55,2    | 83    |
| индивидуальная гонка | Чжан Чуньюй                                     | 2+4+5+1                              | 1:07.12,2                                 | +18.24,8   | 92    |
| масс-старт           | Чэн Фанмин                                      | 4+0+0+0                              | 44.26,8                                   | +6.12,4    | 30    |
| эстафета 4×7,5 км    | Чэн Фанмин Янь Синъюань Чжу Чжэньюй Чжан Чуньюй | 2+11 0+1 0+0 0+2 2+3 0+1 0+3 0+1 0+0 | 1:26.27,5 20.12,8 22.37,5 21.46,2 21.51,0 | +6.37,3    | 16    |

Женщины
| Соревнование         | Спортсмены                                    | Стрельба                    | Время                             | Отставание | Место |
| -------------------- | --------------------------------------------- | --------------------------- | --------------------------------- | ---------- | ----- |
| спринт               | Тан Цзялинь                                   | 1+0                         | 23.03,5                           | +2.19,2    | 35    |
| спринт               | Чу Юаньмэн                                    | 1+1                         | 23.32,6                           | +2.48,3    | 61    |
| спринт               | Мэн Фаньци                                    | 1+0                         | 23.33,7                           | +2.49,4    | 62    |
| спринт               | Дин Юйхуань                                   | 1+1                         | 24.33,1                           | +3.48,8    | 76    |
| гонка преследования  | Тан Цзялинь                                   | 1+0+1+2                     | 41.48,3                           | +7.01,4    | 53    |
| индивидуальная гонка | Чу Юаньмэн                                    | 0+0+0+2                     | 48.58,8                           | +4.46,1    | 35    |
| индивидуальная гонка | Мэн Фаньци                                    | 0+0+0+2                     | 49.56,5                           | +5.43,8    | 47    |
| индивидуальная гонка | Тан Цзялинь                                   | 1+1+1+1                     | 51.16,0                           | +7.03,3    | 59    |
| индивидуальная гонка | Дин Юйхуань                                   | 2+1+0+2                     | 54.14,6                           | +10.01,9   | 81    |
| эстафета 4×6 км      | Тан Цзялинь Чу Юаньмэн Дин Юйхуань Мэн Фаньци | 1+5 0+0 0+1 0+0 1+3 0+0 0+0 | 1:16.11,5 18.05,2 18.37,9 19.44,2 | +5.07,6    | 12    |

Смешанная эстафета
| Соревнование       | Спортсмены                                    | Стрельба                     | Время                                     | Отставание | Место |
| ------------------ | --------------------------------------------- | ---------------------------- | ----------------------------------------- | ---------- | ----- |
| смешанная эстафета | Мэн Фаньци Чу Юаньмэн Янь Синъюань Чэн Фанмин | 0+12 0+0+0+3 0+3+0+2 0+0+0+2 | 1:11.28,1 19.15,9 19.46,1 16.20,4 16.05,7 | +4.42,5    | 15    |

### Бобслей
Мужчины
| Соревнование | Спортсмены                              | 1 заезд   | 1 заезд | 2 заезд   | 2 заезд | 3 заезд   | 3 заезд | 4 заезд               | 4 заезд               | Итоговый результат | Отставание | Итоговое место |
| Соревнование | Спортсмены                              | Результат | Место   | Результат | Место   | Результат | Место   | Результат             | Место                 | Итоговый результат | Отставание | Итоговое место |
| ------------ | --------------------------------------- | --------- | ------- | --------- | ------- | --------- | ------- | --------------------- | --------------------- | ------------------ | ---------- | -------------- |
| двойки       | Сунь Кайчжи У Цинцзэ                    | 1.00,04   | 19      | 1.00,01   | 9       | 59,99     | 13      | 1.00,25               | 15                    | 4.00,29            | +3,40      | 14             |
| двойки       | Ли Чуньцзянь Лю Вэй                     | 1.00,31   | 24      | 1.00,36   | 18      | 1.00,43   | 22      | Завершили выступление | Завершили выступление | 3.01,10            | —          | 22             |
| четвёрки     | Сунь Кайчжи У Цинцзэ У Чжитао Чжэнь Хэн | 59,38     | 18      | 59,65     | 18      | 59,47     | 19      | 59,47                 | 12                    | 3.57,97            | +3,67      | 16             |
| четвёрки     | Ли Чуньцзянь Дин Сун Е Цзелун Ши Хао    | 59,31     | 16      | 59,55     | 13      | 59,46     | 18      | 59,66                 | 17                    | 3.57,98            | +3,68      | 17             |

Женщины
| Соревнование | Спортсмены            | 1 заезд   | 1 заезд | 2 заезд   | 2 заезд | 3 заезд   | 3 заезд | 4 заезд   | 4 заезд | Итоговый результат | Отставание | Итоговое место |
| Соревнование | Спортсмены            | Результат | Место   | Результат | Место   | Результат | Место   | Результат | Место   | Итоговый результат | Отставание | Итоговое место |
| ------------ | --------------------- | --------- | ------- | --------- | ------- | --------- | ------- | --------- | ------- | ------------------ | ---------- | -------------- |
| монобоб      | Хуай Минмин           | 1.05,18   | 6       | 1.05,72   | 9       | 1.05,71   | 7       | 1.05,97   | 8       | 4.22,58            | +3,31      | 6              |
| монобоб      | Ин Цин                | 1.05,16   | 5       | 1.05,99   | 12      | 1.05,82   | 9       | 1.06,44   | 14      | 4.23,41            | +4,14      | 9              |
| двойки       | Хуай Минмин Ван Сюань | 1.01,88   | 11      | 1.02,17   | 14      | 1.02,11   | 12      | 1.02,10   | 12      | 4.08,26            | +4,30      | 11             |
| двойки       | Ин Цин Ду Цзяни       | 1.01,92   | 14      | 1.09,19   | 15      | 1.02,29   | 17      | 1.02,09   | 11      | 4.08,49            | +4,53      | 14             |

### Горнолыжный спорт
Мужчины
| Соревнование      | Спортсмены | Скоростной спуск/ 1 спуск | Скоростной спуск/ 1 спуск | Слалом/ 2 спуск      | Слалом/ 2 спуск      | Всего   | Отставание | Место |
| Соревнование      | Спортсмены | Время                     | Место                     | Время                | Место                | Всего   | Отставание | Место |
| ----------------- | ---------- | ------------------------- | ------------------------- | -------------------- | -------------------- | ------- | ---------- | ----- |
| скоростной спуск  | Сюй Минфу  | Не проводится             | Не проводится             | Не проводится        | Не проводится        | 1.56,93 | +14,24     | 36    |
| скоростной спуск  | Чжан Янмин | Не проводится             | Не проводится             | Не проводится        | Не проводится        | DNF     | —          | —     |
| супергигант       | Чжан Янмин | Не проводится             | Не проводится             | Не проводится        | Не проводится        | 1.29,39 | +9,45      | 33    |
| супергигант       | Сюй Минфу  | Не проводится             | Не проводится             | Не проводится        | Не проводится        | DNF     | —          | —     |
| гигантский слалом | Сюй Минфу  | 1.15,96                   | 41                        | 1.17,26              | 31                   | 2.33,22 | +23,87     | 33    |
| гигантский слалом | Чжан Янмин | 1.15,66                   | 40                        | 1.19,51              | 35                   | 2.35,17 | +25,82     | 36    |
| слалом            | Сюй Минфу  | DNF                       | DNF                       | Завершил выступление | Завершил выступление | —       | —          | —     |
| слалом            | Чжан Янмин | DNF                       | DNF                       | Завершил выступление | Завершил выступление | —       | —          | —     |
| комбинация        | Чжан Янмин | 1.55,25                   | 23                        | 54,47                | 13                   | 2.49,72 | +18,29     | 16    |
| комбинация        | Сюй Минфу  | 1.55,32                   | 24                        | 1.05,08              | 17                   | 3.00,40 | +28,97     | 17    |

Женщины
| Соревнование      | Спортсмены | Скоростной спуск/ 1 спуск | Скоростной спуск/ 1 спуск | Слалом/ 2 спуск       | Слалом/ 2 спуск       | Всего   | Отставание | Место |
| Соревнование      | Спортсмены | Время                     | Место                     | Время                 | Место                 | Всего   | Отставание | Место |
| ----------------- | ---------- | ------------------------- | ------------------------- | --------------------- | --------------------- | ------- | ---------- | ----- |
| скоростной спуск  | Кун Фаньин | Не проводится             | Не проводится             | Не проводится         | Не проводится         | 1.44,53 | +12,66     | 31    |
| супергигант       | Ни Юэмин   | Не проводится             | Не проводится             | Не проводится         | Не проводится         | 1.22,59 | +9,08      | 40    |
| супергигант       | Кун Фаньин | Не проводится             | Не проводится             | Не проводится         | Не проводится         | 1.23,51 | +10,00     | 41    |
| гигантский слалом | Кун Фаньин | 1.08,25                   | 50                        | 1.07,17               | 41                    | 2.15,42 | +19,73     | 40    |
| гигантский слалом | Ни Юэмин   | 1.08,75                   | 53                        | 1.08,31               | 43                    | 2.17,06 | +21,37     | 44    |
| слалом            | Кун Фаньин | 1.05,97                   | 54                        | 1.05,98               | 47                    | 2.11,95 | +26,97     | 47    |
| слалом            | Ни Юэмин   | DNF                       | DNF                       | Завершила выступление | Завершила выступление | —       | —          | —     |
| комбинация        | Кун Фаньин | 1.41,95                   | 24                        | 1.05,73               | 15                    | 2.47,68 | +22,01     | 15    |

Командные соревнования
| Соревнование           | Спортсмены                               | 1/8 финала            | 1/4 финала            | Полуфинал             | Финал                 | Место |
| Соревнование           | Спортсмены                               | Соперник / Результат  | Соперник / Результат  | Соперник / Результат  | Соперник / Результат  | Место |
| ---------------------- | ---------------------------------------- | --------------------- | --------------------- | --------------------- | --------------------- | ----- |
| командные соревнования | Ни Юэмин Сюй Минфу Кун Фаньин Чжан Янмин | Швейцария (2) · П 0:4 | Завершили выступление | Завершили выступление | Завершили выступление | 15    |

### Кёрлинг

#### Мужчины
Состав
| Четвёртый | Третий   | Второй    | Ведущий     | Запасной    |
| --------- | -------- | --------- | ----------- | ----------- |
| Ма Сююэ   | Цзоу Цян | Ван Чжиюй | Сюй Цзинтао | Цзян Дунсюй |

| Место | Команда        | В | П | ЛВ       | КЗ | КП | ВЭ | ПЭ | ОЭ | УЭ | ППД | ПБ    |
| ----- | -------------- | - | - | -------- | -- | -- | -- | -- | -- | -- | --- | ----- |
| 1     | Великобритания | 8 | 1 | –        | 63 | 44 | 39 | 31 | 5  | 10 | 88% | 18.81 |
| 2     | Швеция         | 7 | 2 | –        | 64 | 44 | 43 | 30 | 10 | 11 | 86% | 14.02 |
| 3     | Канада         | 5 | 4 | 1–0      | 58 | 50 | 34 | 38 | 7  | 7  | 84% | 26.49 |
| 4     | США            | 5 | 4 | 0–1      | 56 | 61 | 35 | 41 | 4  | 5  | 83% | 32.29 |
| 5     | Китай          | 4 | 5 | 2–1; 1–0 | 59 | 62 | 39 | 36 | 6  | 4  | 85% | 23.55 |
| 6     | Норвегия       | 4 | 5 | 2–1; 0–1 | 58 | 53 | 40 | 36 | 0  | 11 | 84% | 20.96 |
| 7     | Швейцария      | 4 | 5 | 1–2; 1–0 | 51 | 54 | 33 | 38 | 13 | 3  | 84% | 15.74 |
| 8     | ОКР            | 4 | 5 | 1–2; 0–1 | 58 | 58 | 33 | 38 | 6  | 6  | 81% | 33.72 |
| 9     | Италия         | 3 | 6 | –        | 59 | 65 | 36 | 35 | 3  | 8  | 82% | 30.76 |
| 10    | Дания          | 1 | 8 | –        | 36 | 71 | 30 | 39 | 3  | 2  | 78% | 32.84 |

Результаты
Время местное (UTC+8).

| Площадка D | 1 | 2 | 3 | 4 | 5 | 6 | 7 | 8 | 9 | 10 | Всего |
| Китай      | 0 | 0 | 0 | 0 | 1 | 1 | 0 | 2 | 0 | 0  | 4     |
| Швеция     | 0 | 0 | 1 | 2 | 0 | 0 | 2 | 0 | 0 | 1  | 6     |

| Площадка D | 1 | 2 | 3 | 4 | 5 | 6 | 7 | 8 | 9 | 10 | Всего |
| Дания      | 0 | 1 | 0 | 1 | 0 | 1 | 0 | 1 | 0 | 0  | 4     |
| Китай      | 1 | 0 | 1 | 0 | 2 | 0 | 1 | 0 | 0 | 0  | 5     |

| Площадка B     | 1 | 2 | 3 | 4 | 5 | 6 | 7 | 8 | 9 | 10 | Всего |
| Китай          | 1 | 0 | 0 | 2 | 0 | 0 | 0 | 0 | 1 | 2  | 6     |
| Великобритания | 0 | 4 | 0 | 0 | 0 | 0 | 0 | 3 | 0 | 0  | 7     |

| Площадка B | 1 | 2 | 3 | 4 | 5 | 6 | 7 | 8 | 9 | 10 | Всего |
| Канада     | 0 | 2 | 0 | 2 | 0 | 2 | 0 | 3 | 0 | 1  | 10    |
| Китай      | 1 | 0 | 2 | 0 | 2 | 0 | 1 | 0 | 2 | 0  | 8     |

| Площадка A | 1 | 2 | 3 | 4 | 5 | 6 | 7 | 8 | 9 | 10 | Всего |
| Китай      | 0 | 0 | 1 | 0 | 2 | 0 | 0 | 1 | 0 | 2  | 6     |
| Швейцария  | 0 | 2 | 0 | 1 | 0 | 0 | 1 | 0 | 1 | 0  | 5     |

| Площадка C | 1 | 2 | 3 | 4 | 5 | 6 | 7 | 8 | 9 | 10 | Всего |
| Китай      | 1 | 1 | 0 | 1 | 0 | 0 | 0 | 1 | 0 | X  | 4     |
| ОКР        | 0 | 0 | 1 | 0 | 1 | 1 | 0 | 0 | 4 | X  | 7     |

| Площадка A | 1 | 2 | 3 | 4 | 5 | 6 | 7 | 8 | 9 | 10 | Всего |
| Италия     | 0 | 1 | 0 | 3 | 0 | 2 | 1 | 0 | 2 | 0  | 9     |
| Китай      | 2 | 0 | 3 | 0 | 3 | 0 | 0 | 3 | 0 | 1  | 12    |

| Площадка D | 1 | 2 | 3 | 4 | 5 | 6 | 7 | 8 | 9 | 10 | Всего |
| Китай      | 1 | 0 | 1 | 0 | 1 | 0 | 0 | 2 | 1 | 0  | 6     |
| США        | 0 | 2 | 0 | 3 | 0 | 2 | 0 | 0 | 0 | 1  | 8     |

| Площадка C | 1 | 2 | 3 | 4 | 5 | 6 | 7 | 8 | 9 | 10 | Всего |
| Норвегия   | 0 | 1 | 0 | 2 | 0 | 0 | 1 | 0 | 2 | 0  | 6     |
| Китай      | 1 | 0 | 2 | 0 | 0 | 1 | 0 | 3 | 0 | 1  | 8     |

Итог: 5-е место в общем зачёте.

#### Женщины
Состав
| Четвёртый | Третий  | Второй    | Ведущий      | Запасной    |
| --------- | ------- | --------- | ------------ | ----------- |
| Хань Юй   | Ван Жуй | Дун Цзыци | Чжан Лицзюнь | Цзян Синьди |

| Место | Команда          | В | П | ЛВ  | КЗ | КП | ВЭ | ПЭ | ОЭ | УЭ | ППД   | ПБ    |
| ----- | ---------------- | - | - | --- | -- | -- | -- | -- | -- | -- | ----- | ----- |
| 1     | Швейцария        | 8 | 1 | –   | 67 | 46 | 44 | 36 | 4  | 12 | 81.6% | 19.14 |
| 2     | Швеция           | 7 | 2 | –   | 64 | 49 | 39 | 35 | 6  | 12 | 82.0% | 25.02 |
| 3     | Великобритания   | 5 | 4 | 1–1 | 63 | 47 | 39 | 33 | 4  | 9  | 80.6% | 35.27 |
| 4     | Япония           | 5 | 4 | 1–1 | 64 | 62 | 40 | 36 | 2  | 13 | 82.3% | 36.00 |
| 5     | Канада           | 5 | 4 | 1–1 | 71 | 59 | 42 | 41 | 1  | 14 | 80.4% | 45.44 |
| 6     | США              | 4 | 5 | 2–0 | 60 | 64 | 40 | 39 | 2  | 12 | 79.5% | 33.87 |
| 7     | Китай            | 4 | 5 | 1–1 | 56 | 67 | 38 | 41 | 3  | 10 | 79.6% | 30.06 |
| 8     | Республика Корея | 4 | 5 | 0–2 | 62 | 66 | 40 | 42 | 3  | 10 | 80.8% | 27.79 |
| 9     | Дания            | 2 | 7 | –   | 50 | 68 | 33 | 41 | 7  | 0  | 77.2% | 23.36 |
| 10    | ОКР              | 1 | 8 | –   | 50 | 79 | 34 | 45 | 2  | 7  | 78.9% | 29.34 |

Результаты
Время местное (UTC+8).

| Площадка B | 1 | 2 | 3 | 4 | 5 | 6 | 7 | 8 | 9 | 10 | Всего |
| Дания      | 0 | 2 | 0 | 1 | 0 | 0 | 3 | 0 | 0 | 1  | 7     |
| Китай      | 0 | 0 | 1 | 0 | 2 | 0 | 0 | 1 | 2 | 0  | 6     |

| Площадка A | 1 | 2 | 3 | 4 | 5 | 6 | 7 | 8 | 9 | 10 | Всего |
| США        | 2 | 0 | 1 | 1 | 1 | 1 | 0 | 2 | 0 | X  | 8     |
| Китай      | 0 | 1 | 0 | 0 | 0 | 0 | 2 | 0 | 1 | X  | 4     |

| Площадка C       | 1 | 2 | 3 | 4 | 5 | 6 | 7 | 8 | 9 | 10 | 11 | Всего |
| Республика Корея | 2 | 0 | 0 | 1 | 0 | 1 | 0 | 0 | 0 | 1  | 0  | 5     |
| Китай            | 0 | 1 | 1 | 0 | 1 | 0 | 0 | 2 | 0 | 0  | 1  | 6     |

| Площадка A | 1 | 2 | 3 | 4 | 5 | 6 | 7 | 8 | 9 | 10 | Всего |
| Китай      | 2 | 0 | 0 | 2 | 0 | 1 | 0 | 0 | X | X  | 5     |
| ОКР        | 0 | 1 | 1 | 0 | 4 | 0 | 3 | 2 | X | X  | 11    |

| Площадка D | 1 | 2 | 3 | 4 | 5 | 6 | 7 | 8 | 9 | 10 | 11 | Всего |
| Канада     | 0 | 0 | 1 | 2 | 0 | 5 | 0 | 0 | 1 | 0  | 0  | 9     |
| Китай      | 1 | 2 | 0 | 0 | 2 | 0 | 2 | 1 | 0 | 1  | 2  | 11    |

| Площадка D | 1 | 2 | 3 | 4 | 5 | 6 | 7 | 8 | 9 | 10 | Всего |
| Китай      | 0 | 1 | 0 | 1 | 0 | 1 | 0 | 2 | 0 | 0  | 5     |
| Швейцария  | 1 | 0 | 1 | 0 | 1 | 0 | 2 | 0 | 1 | 1  | 7     |

| Площадка D | 1 | 2 | 3 | 4 | 5 | 6 | 7 | 8 | 9 | 10 | Всего |
| Швеция     | 0 | 0 | 2 | 0 | 0 | 2 | 2 | 0 | 0 | X  | 6     |
| Китай      | 0 | 3 | 0 | 1 | 2 | 0 | 0 | 2 | 1 | X  | 9     |

| Площадка B | 1 | 2 | 3 | 4 | 5 | 6 | 7 | 8 | 9 | 10 | Всего |
| Китай      | 0 | 1 | 0 | 0 | 0 | 1 | 0 | 0 | X | X  | 2     |
| Япония     | 0 | 0 | 3 | 1 | 3 | 0 | 2 | 1 | X | X  | 10    |

| Площадка C     | 1 | 2 | 3 | 4 | 5 | 6 | 7 | 8 | 9 | 10 | Всего |
| Китай          | 0 | 0 | 1 | 0 | 1 | 0 | 2 | 0 | 3 | 1  | 8     |
| Великобритания | 1 | 0 | 0 | 1 | 0 | 1 | 0 | 1 | 0 | 0  | 4     |

Итог: 7-е место в общем зачёте.

#### Смешанные пары
Состав
| Мужчина | Женщина     |
| ------- | ----------- |
| Лин Чжи | Фань Суюань |

| Место | Команда        | В | П | КЗ | КП | ВЭ | ПЭ | ОЭ | УЭ | ППД |
| ----- | -------------- | - | - | -- | -- | -- | -- | -- | -- | --- |
| 1     | Италия         | 9 | 0 | 79 | 48 | 43 | 28 | 0  | 17 | 79% |
| 2     | Норвегия       | 6 | 3 | 68 | 50 | 40 | 28 | 0  | 15 | 82% |
| 3     | Великобритания | 6 | 3 | 60 | 50 | 38 | 33 | 0  | 12 | 79% |
| 4     | Швеция         | 5 | 4 | 55 | 54 | 35 | 33 | 0  | 10 | 76% |
| 5     | Канада         | 5 | 4 | 57 | 54 | 33 | 39 | 0  | 8  | 78% |
| 6     | Чехия          | 4 | 5 | 50 | 65 | 29 | 39 | 1  | 7  | 75% |
| 7     | Швейцария      | 3 | 6 | 55 | 58 | 32 | 39 | 0  | 6  | 73% |
| 8     | США            | 3 | 6 | 50 | 67 | 34 | 36 | 0  | 9  | 74% |
| 9     | Китай          | 2 | 7 | 51 | 64 | 34 | 36 | 0  | 7  | 74% |
| 10    | Австралия      | 2 | 7 | 52 | 67 | 31 | 38 | 1  | 8  | 72% |

Результаты
Время местное (UTC+8).

| Площадка D | 1 | 2 | 3 | 4 | 5 | 6 | 7 | 8 | 9 | Всего |
| Китай      | 1 | 1 | 1 | 0 | 1 | 0 | 2 | 0 | 1 | 7     |
| Швейцария  | 0 | 0 | 0 | 2 | 0 | 3 | 0 | 1 | 0 | 6     |

| Площадка C | 1 | 2 | 3 | 4 | 5 | 6 | 7 | 8 | Всего |
| Китай      | 0 | 2 | 0 | 1 | 1 | 0 | 2 | 0 | 6     |
| Швеция     | 1 | 0 | 2 | 0 | 0 | 1 | 0 | 3 | 7     |

| Площадка A | 1 | 2 | 3 | 4 | 5 | 6 | 7 | 8 | Всего |
| Китай      | 0 | 1 | 0 | 2 | 0 | 2 | 0 | X | 5     |
| США        | 2 | 0 | 1 | 0 | 3 | 0 | 1 | X | 7     |

| Площадка B     | 1 | 2 | 3 | 4 | 5 | 6 | 7 | 8 | Всего |
| Великобритания | 1 | 0 | 0 | 0 | 3 | 1 | 0 | 1 | 6     |
| Китай          | 0 | 2 | 1 | 1 | 0 | 0 | 1 | 0 | 5     |

| Площадка D | 1 | 2 | 3 | 4 | 5 | 6 | 7 | 8 | Всего |
| Чехия      | 0 | 1 | 0 | 0 | 0 | 4 | 1 | 2 | 8     |
| Китай      | 1 | 0 | 3 | 1 | 1 | 0 | 0 | 0 | 6     |

| Площадка A | 1 | 2 | 3 | 4 | 5 | 6 | 7 | 8 | Всего |
| Австралия  | 0 | 1 | 0 | 0 | 0 | 3 | 0 | 1 | 5     |
| Китай      | 1 | 0 | 2 | 0 | 1 | 0 | 2 | 0 | 6     |

| Площадка B | 1 | 2 | 3 | 4 | 5 | 6 | 7 | 8 | Всего |
| Китай      | 1 | 0 | 0 | 2 | 0 | 1 | 0 | 2 | 6     |
| Канада     | 0 | 2 | 2 | 0 | 2 | 0 | 2 | 0 | 8     |

| Площадка B | 1 | 2 | 3 | 4 | 5 | 6 | 7 | 8 | Всего |
| Норвегия   | 0 | 2 | 1 | 1 | 0 | 5 | 0 | X | 9     |
| Китай      | 1 | 0 | 0 | 0 | 2 | 0 | 3 | X | 6     |

| Площадка C | 1 | 2 | 3 | 4 | 5 | 6 | 7 | 8 | Всего |
| Италия     | 3 | 1 | 0 | 1 | 0 | 1 | 1 | 1 | 8     |
| Китай      | 0 | 0 | 1 | 0 | 3 | 0 | 0 | 0 | 4     |

Итог: 9-е место в общем зачёте.

### Конькобежный спорт
Мужчины
Индивидуальные гонки
| Соревнование | Спортсмены   | Результат | Отставание | Место |
| ------------ | ------------ | --------- | ---------- | ----- |
| 500 метров   | Гао Тинъюй   | 34,32 OR  | 0,0        | 1     |
| 500 метров   | Ян Тао       | 35,162    | +0,84      | 21    |
| 1000 метров  | Нин Чжунъянь | 1.08,60   | +0,68      | 5     |
| 1000 метров  | Лянь Цзывэнь | 1.09,93   | +2,01      | 19    |
| 1500 метров  | Нин Чжунъянь | 1.45,28   | +2,07      | 7     |
| 1500 метров  | Ван Хаотянь  | 1.47,13   | +3,92      | 20    |
| 1500 метров  | Лянь Цзывэнь | 1.49,15   | +5,94      | 27    |

Масс-старт
| Соревнование | Спортсмены   | Полуфинал | Полуфинал | Полуфинал | Полуфинал | Полуфинал | Финал                | Финал                | Финал                | Финал |
| Соревнование | Спортсмены   | Забег     | Круги     | Очки      | Время     | Место     | Круги                | Очки                 | Время                | Место |
| ------------ | ------------ | --------- | --------- | --------- | --------- | --------- | -------------------- | -------------------- | -------------------- | ----- |
| масс-старт   | Нин Чжунъянь | 1         | 16        | 20        | 7.56,75   | 3 Q       | 16                   | —                    | 7.48,07              | 12    |
| масс-старт   | Ван Хаотянь  | 2         | 16        | —         | 7.46,30   | 12        | Завершил выступление | Завершил выступление | Завершил выступление | 23    |

Командная гонка
| Соревнование    | Спортсмены                                   | Четвертьфинал        | Полуфинал            | Финал                | Итоговое Место |
| Соревнование    | Спортсмены                                   | Соперник / Результат | Соперник / Результат | Соперник / Результат | Итоговое Место |
| --------------- | -------------------------------------------- | -------------------- | -------------------- | -------------------- | -------------- |
| командная гонка | Лянь Цзывэнь Ван Хаотянь Сюй Фу Нин Чжунъянь | ОКР · П +13,58       | NQ                   | D                    | 8              |
| командная гонка | Лянь Цзывэнь Ван Хаотянь Сюй Фу Нин Чжунъянь | ОКР · П +13,58       | NQ                   | Италия · П +9,38     | 8              |

Женщины
Индивидуальные гонки
| Соревнование | Спортсмены    | Результат | Отставание | Место |
| ------------ | ------------- | --------- | ---------- | ----- |
| 500 метров   | Цзинь Цзинчжу | 37,88     | +0,84      | 12    |
| 500 метров   | Тянь Жуйнин   | 37,982    | +0,94      | 14    |
| 1000 метров  | Ли Циши       | 1.15,99   | +2,80      | 14    |
| 1000 метров  | Инь Ци        | 1.16,00   | +2,81      | 15    |
| 1000 метров  | Цзинь Цзинчжу | 1.16,90   | +3,71      | 22    |
| 1500 метров  | Хань Мэй      | 1.56,08   | +2,80      | 11    |
| 1500 метров  | Инь Ци        | 1.57,00   | +3,72      | 15    |
| 1500 метров  | Ахэнаэр Адакэ | 1.58,59   | +5,31      | 17    |
| 3000 метров  | Хань Мэй      | 4.07,74   | +10,81     | 15    |
| 3000 метров  | Ахэнаэр Адакэ | 4.12,28   | +15,35     | 17    |
| 5000 метров  | Хань Мэй      | 7.08,37   | +24,86     | 11    |

Масс-старт
| Соревнование | Спортсмены | Полуфинал | Полуфинал | Полуфинал | Полуфинал | Полуфинал | Финал | Финал | Финал   | Финал |
| Соревнование | Спортсмены | Забег     | Круги     | Очки      | Время     | Место     | Круги | Очки  | Время   | Место |
| ------------ | ---------- | --------- | --------- | --------- | --------- | --------- | ----- | ----- | ------- | ----- |
| масс-старт   | Го Дань    | 2         | 16        | 21        | 8.34,39   | 3 Q       | 16    | —     | 8.18,61 | 13    |
| масс-старт   | Ли Циши    | 1         | 16        | 23        | 8.29,01   | 3 Q       |       | —     | DSQ     | 16    |

Командная гонка
| Соревнование    | Спортсмены                            | Четвертьфинал        | Полуфинал            | Финал                | Итоговое Место |
| Соревнование    | Спортсмены                            | Соперник / Результат | Соперник / Результат | Соперник / Результат | Итоговое Место |
| --------------- | ------------------------------------- | -------------------- | -------------------- | -------------------- | -------------- |
| командная гонка | Ахэнаэр Адакэ Хань Мэй Ли Циши Инь Ци | Япония · П +6,97     | NQ                   | C                    | 5              |
| командная гонка | Ахэнаэр Адакэ Хань Мэй Ли Циши Инь Ци | Япония · П +6,97     | NQ                   | Норвегия · В 2.58,34 | 5              |

### Лыжное двоеборье
Мужчины
| Соревнование              | Спортсмены                                    | Прыжки с трамплина        | Прыжки с трамплина | Лыжная гонка | Лыжная гонка                            | Лыжная гонка | Итоговое время                              | Место |
| Соревнование              | Спортсмены                                    | Результат                 | Место              | Гандикап     | Результат                               | Место        | Итоговое время                              | Место |
| ------------------------- | --------------------------------------------- | ------------------------- | ------------------ | ------------ | --------------------------------------- | ------------ | ------------------------------------------- | ----- |
| нормальный трамплин/10 км | Чжао Цзявэнь                                  | 59,0                      | 42                 | +4.56        | 28.33,8                                 | 42           | 33.29,8                                     | 43    |
| большой трамплин/10 км    | Чжао Цзявэнь                                  | 32,7                      | 46                 | +7.08        | 29.33,1                                 | 45           | 36.41,1                                     | 47    |
| эстафета                  | Чжао Цзявэнь Го Юйхао Чжао Цзыхэ Фань Хайбинь | 184,7 47,8 16,0 54,6 66,3 | 10                 | +6.28        | 58.07,1 13.53,2 13.42,7 14.23,0 16.08,2 | 10 9 10      | 1:04.35,1 20.21,2 34.03,9 48.26,9 1:04.35,1 | 10    |

### Лыжные гонки
Мужчины
Дистанционные гонки
| Соревнование              | Спортсмены                                                                   | Результат | Отставание | Место |
| ------------------------- | ---------------------------------------------------------------------------- | --------- | ---------- | ----- |
| 15 км классическим стилем | Шан Цзиньцай                                                                 | 41.29,6   | +3.34,8    | 41    |
| 15 км классическим стилем | Лю Жуншэн                                                                    | 41.51,7   | +3.56,9    | 47    |
| 15 км классическим стилем | Хадэсы Бадэлихань                                                            | 42.48,1   | +4.53,3    | 57    |
| 15 км классическим стилем | Цыжэнь Чжаньдуй                                                              | 43.22,2   | +5.27,4    | 63    |
| скиатлон 15+15 км         | Лю Жуншэн                                                                    | 1:24.59,6 | 8.49,8     | 38    |
| скиатлон 15+15 км         | Шан Цзиньцай                                                                 | 1:26.48,2 | +10.38,4   | 49    |
| скиатлон 15+15 км         | Хадэсы Бадэлихань                                                            | LAP       |            | 50    |
| скиатлон 15+15 км         | Чэнь Дэгэнь                                                                  | LAP       |            | 59    |
| 50 км свободным стилем    | Чэнь Дэгэнь                                                                  | 1:18.14,1 | +6.41,4    | 41    |
| 50 км свободным стилем    | Хадэсы Бадэлихань                                                            | 1:19.45,9 | +8.13,2    | 45    |
| 50 км свободным стилем    | Ван Цян                                                                      | 1:19.53,5 | +8.20,8    | 46    |
| 50 км свободным стилем    | Лю Жуншэн                                                                    | 1:19.58,5 | +8.25,8    | 48    |
| эстафета 4×10 км          | Шан Цзиньцай Лю Жуншэн Ван Цян Чэнь Дэгэнь Хадэсы Бадэлихань Цыжэнь Чжаньдуй | LAP       |            | 13    |

Спринт
| Соревнование     | Спортсмены           | Квалификация  | Квалификация  | Четвертьфинал        | Четвертьфинал        | Четвертьфинал        | Полуфинал            | Полуфинал            | Полуфинал            | Финал                | Финал                | Итоговое место |
| Соревнование     | Спортсмены           | Результат     | Место         | Заезд                | Результат            | Место                | Заезд                | Результат            | Место                | Результат            | Место                | Итоговое место |
| ---------------- | -------------------- | ------------- | ------------- | -------------------- | -------------------- | -------------------- | -------------------- | -------------------- | -------------------- | -------------------- | -------------------- | -------------- |
| спринт           | Ван Цян              | 2.48,91       | 5 Q           | 4                    | RAL                  | RAL                  | Завершил выступление | Завершил выступление | Завершил выступление | Завершил выступление | Завершил выступление | 30             |
| спринт           | Цыжэнь Чжаньдуй      | 3.03,22       | 60            | Завершил выступление | Завершил выступление | Завершил выступление | Завершил выступление | Завершил выступление | Завершил выступление | Завершил выступление | Завершил выступление | 60             |
| спринт           | Шан Цзиньцай         | 3.06,52       | 67            | Завершил выступление | Завершил выступление | Завершил выступление | Завершил выступление | Завершил выступление | Завершил выступление | Завершил выступление | Завершил выступление | 67             |
| спринт           | Лю Жуншэн            | 3.12,14       | 79            | Завершил выступление | Завершил выступление | Завершил выступление | Завершил выступление | Завершил выступление | Завершил выступление | Завершил выступление | Завершил выступление | 79             |
| командный спринт | Ван Цян Шан Цзиньцай | Не проводится | Не проводится | Не проводится        | Не проводится        | Не проводится        | 2                    | 20.12,40             | 7                    | Завершил выступление | Завершил выступление | 13             |

Женщины
Дистанционные гонки
| Соревнование              | Спортсмены                                 | Результат | Отставание | Место |
| ------------------------- | ------------------------------------------ | --------- | ---------- | ----- |
| 10 км классическим стилем | Чи Чуньсюэ                                 | 31.10,6   | +3.04,3    | 39    |
| 10 км классическим стилем | Ли Синь                                    | 31.36,9   | +3.30,6    | 45    |
| 10 км классическим стилем | Ма Цинхуа                                  | 31.52,3   | +3.46,0    | 50    |
| 10 км классическим стилем | Динигээр Иламуцзян                         | 32.23,8   | +4.17,5    | 56    |
| скиатлон 7,5+7,5 км       | Ли Синь                                    | 49.07,7   | +4.54,0    | 33    |
| скиатлон 7,5+7,5 км       | Чи Чуньсюэ                                 | 49.08,3   | +4.54,6    | 34    |
| скиатлон 7,5+7,5 км       | Динигээр Иламуцзян                         | 50.10,7   | +5.57,0    | 43    |
| скиатлон 7,5+7,5 км       | Баяни Цзялинь                              | 50.20,2   | +6.06,5    | 46    |
| 30 км свободным стилем    | Чи Чуньсюэ                                 | 1:35.41,0 | +10.47,0   | 38    |
| 30 км свободным стилем    | Ли Синь                                    | 1:38.39,2 | +13.45,2   | 46    |
| 30 км свободным стилем    | Баяни Цзялинь                              | 1:39.14,8 | +14.20,8   | 47    |
| 30 км свободным стилем    | Динигээр Иламуцзян                         | 1:50.04,2 | +25.10,2   | 60    |
| эстафета 4×5 км           | Чи Чуньсюэ Ли Синь Баяни Цзялинь Ма Цинхуа | 57.49,7   | 4.08,7     | 10    |

Спринт
| Соревнование     | Спортсмены         | Квалификация  | Квалификация  | Четвертьфинал         | Четвертьфинал         | Четвертьфинал         | Полуфинал             | Полуфинал             | Полуфинал             | Финал                 | Финал                 | Итоговое место |
| Соревнование     | Спортсмены         | Результат     | Место         | Заезд                 | Результат             | Место                 | Заезд                 | Результат             | Место                 | Результат             | Место                 | Итоговое место |
| ---------------- | ------------------ | ------------- | ------------- | --------------------- | --------------------- | --------------------- | --------------------- | --------------------- | --------------------- | --------------------- | --------------------- | -------------- |
| спринт           | Ма Цинхуа          | 3.25,05       | 36            | Завершила выступление | Завершила выступление | Завершила выступление | Завершила выступление | Завершила выступление | Завершила выступление | Завершила выступление | Завершила выступление | 36             |
| спринт           | Чи Чуньсюэ         | 3.25,31       | 38            | Завершила выступление | Завершила выступление | Завершила выступление | Завершила выступление | Завершила выступление | Завершила выступление | Завершила выступление | Завершила выступление | 38             |
| спринт           | Динигээр Иламуцзян | 3.34,55       | 56            | Завершила выступление | Завершила выступление | Завершила выступление | Завершила выступление | Завершила выступление | Завершила выступление | Завершила выступление | Завершила выступление | 56             |
| спринт           | Баяни Цзялинь      | 3.39,27       | 66            | Завершила выступление | Завершила выступление | Завершила выступление | Завершила выступление | Завершила выступление | Завершила выступление | Завершила выступление | Завершила выступление | 66             |
| командный спринт | Чи Чуньсюэ Ли Синь | Не проводится | Не проводится | Не проводится         | Не проводится         | Не проводится         | 1                     | 23.43,93              | 5                     | Завершил выступление  | Завершил выступление  | 11             |

### Прыжки на лыжах с трамплина
Мужчины
| Соревнование         | Спортсмены                                | Квалификация  | Квалификация  | Финал                     | Финал                | Финал                | Финал                | Финал                | Финал                | Итоговое место |
| Соревнование         | Спортсмены                                | Результат     | Место         | 1 прыжок                  | 1 прыжок             | 2 прыжок             | 2 прыжок             | Всего                | Место                | Итоговое место |
| Соревнование         | Спортсмены                                | Результат     | Место         | Результат                 | Место                | Результат            | Место                | Всего                | Место                | Итоговое место |
| -------------------- | ----------------------------------------- | ------------- | ------------- | ------------------------- | -------------------- | -------------------- | -------------------- | -------------------- | -------------------- | -------------- |
| нормальный трамплин  | Сун Циу                                   | 24,3          | 53            | Завершил выступление      | Завершил выступление | Завершил выступление | Завершил выступление | Завершил выступление | Завершил выступление | 53             |
| большой трамплин     | Сун Циу                                   | 50,7          | 55            | Завершил выступление      | Завершил выступление | Завершил выступление | Завершил выступление | Завершил выступление | Завершил выступление | 55             |
| командное первенство | Чжэнь Вэйцзе Люй Исинь Сун Циу Чжоу Сяоян | Не проводится | Не проводится | 115,0 13,5 35,3 31,7 34,5 | 11                   | Завершил выступление | Завершил выступление | Завершил выступление | Завершил выступление | 11             |

Женщины
| Соревнование        | Спортсмены | Первый раунд | Первый раунд | Финальный раунд       | Финальный раунд       | Всего | Место |
| Соревнование        | Спортсмены | Результат    | Место        | Результат             | Место                 | Всего | Место |
| ------------------- | ---------- | ------------ | ------------ | --------------------- | --------------------- | ----- | ----- |
| нормальный трамплин | Дун Бин    | 57,3         | 31           | Завершила выступление | Завершила выступление | 57,3  | 31    |
| нормальный трамплин | Пэн Цинъюэ | 31,3         | 38           | Завершила выступление | Завершила выступление | 31,3  | 38    |

Командные соревнования
| Соревнование           | Спортсмены                              | Первый раунд              | Первый раунд | Финальный раунд      | Финальный раунд      | Всего | Место |
| Соревнование           | Спортсмены                              | Результат                 | Место        | Результат            | Место                | Всего | Место |
| ---------------------- | --------------------------------------- | ------------------------- | ------------ | -------------------- | -------------------- | ----- | ----- |
| командные соревнования | Дун Бин Сун Циу Пэн Цинъюэ Чжао Цзявэнь | 229,8 69,4 57,7 42,0 60,7 | 10           | Завершил выступление | Завершил выступление | 229,8 | 10    |

### Санный спорт
Мужчины
| Соревнование | Спортсмены           | 1 заезд   | 1 заезд | 2 заезд   | 2 заезд | 3 заезд       | 3 заезд       | 4 заезд              | 4 заезд              | Итоговый результат | Отставание | Итоговое место |
| Соревнование | Спортсмены           | Результат | Место   | Результат | Место   | Результат     | Место         | Результат            | Место                | Итоговый результат | Отставание | Итоговое место |
| ------------ | -------------------- | --------- | ------- | --------- | ------- | ------------- | ------------- | -------------------- | -------------------- | ------------------ | ---------- | -------------- |
| одиночки     | Фань Дояо            | 58,848    | 23      | 58,883    | 21      | 58,895        | 25            | Завершил выступление | Завершил выступление | 2.56,626           | н/д        | 24             |
| двойки       | Хуан Ебо Пэн Цзюньюэ | 1.00,732  | 17      | 1.00,840  | 17      | Не проводится | Не проводится | Не проводится        | Не проводится        | 2.01,572           | +5,018     | 17             |

Женщины
| Соревнование | Спортсмены   | 1 заезд   | 1 заезд | 2 заезд   | 2 заезд | 3 заезд   | 3 заезд | 4 заезд               | 4 заезд               | Итоговый результат | Отставание | Итоговое место |
| Соревнование | Спортсмены   | Результат | Место   | Результат | Место   | Результат | Место   | Результат             | Место                 | Итоговый результат | Отставание | Итоговое место |
| ------------ | ------------ | --------- | ------- | --------- | ------- | --------- | ------- | --------------------- | --------------------- | ------------------ | ---------- | -------------- |
| одиночки     | Ван Пэйсюань | 1.00,986  | 29      | 1.00,391  | 28      | 1.00,025  | 28      | Завершила выступление | Завершила выступление | 3.01,402           | н/д        | 29             |

Смешанные команды
| Соревнование | Спортсмены                                    | Женщины   | Женщины | Мужчины   | Мужчины | Двойки    | Двойки | Итоговый результат | Отставание | Итоговое место |
| Соревнование | Спортсмены                                    | Результат | Место   | Результат | Место   | Результат | Место  | Итоговый результат | Отставание | Итоговое место |
| ------------ | --------------------------------------------- | --------- | ------- | --------- | ------- | --------- | ------ | ------------------ | ---------- | -------------- |
| эстафета     | Ван Пэйсюань Фань Дояо Хуан Ебо / Пэн Цзюньюэ | 1.01,947  | 13      | 1.03,467  | 11      | 1.04,768  | 13     | 3.10,182           | +6,776     | 12             |

### Скелетон
Мужчины
| Соревнование | Спортсмены  | 1 заезд   | 1 заезд | 2 заезд   | 2 заезд | 3 заезд   | 3 заезд | 4 заезд   | 4 заезд | Итоговый результат | Отставание | Итоговое место |
| Соревнование | Спортсмены  | Результат | Место   | Результат | Место   | Результат | Место   | Результат | Место   | Итоговый результат | Отставание | Итоговое место |
| ------------ | ----------- | --------- | ------- | --------- | ------- | --------- | ------- | --------- | ------- | ------------------ | ---------- | -------------- |
| мужчины      | Янь Вэньган | 1.00,43   | 3       | 1.00,65   | 4       | 1.00,54   | 6       | 1:00,15   | 1       | 4.01,77            | +0,76      | 3              |
| мужчины      | Инь Чжэн    | 1:00,74   | 7       | 1.00,71   | 5       | 1.00,40   | 4       | 1.00,28   | 2       | 4.02,13            | +1,12      | 5              |

Женщины
| Соревнование | Спортсмены | 1 заезд   | 1 заезд | 2 заезд   | 2 заезд | 3 заезд   | 3 заезд | 4 заезд   | 4 заезд | Итоговый результат | Отставание | Итоговое место |
| Соревнование | Спортсмены | Результат | Место   | Результат | Место   | Результат | Место   | Результат | Место   | Итоговый результат | Отставание | Итоговое место |
| ------------ | ---------- | --------- | ------- | --------- | ------- | --------- | ------- | --------- | ------- | ------------------ | ---------- | -------------- |
| женщины      | Чжао Дань  | 1.02,26   | 3       | 1.02,40   | 5       | 1.02,53   | 16      | 1.02,33   | 9       | 4.09,52            | +1,90      | 9              |
| женщины      | Ли Юйси    | 1.02,64   | 14      | 1.02,62   | 9       | 1.02,39   | 12      | 1.02,94   | 19      | 4.10,59            | +2,97      | 14             |

### Сноуборд
Мужчины
Фристайл
| Соревнование | Спортсмены  | Квалификация | Квалификация | Квалификация | Финал                | Финал                | Финал                | Финал                | Итоговое место |
| Соревнование | Спортсмены  | 1 спуск      | 2 спуск      | Место        | 1 спуск              | 2 спуск              | 3 спуск              | Место                | Итоговое место |
| ------------ | ----------- | ------------ | ------------ | ------------ | -------------------- | -------------------- | -------------------- | -------------------- | -------------- |
| слоупстайл   | Су Имин     | 86,80        | 41,93        | 1 Q          | 78,38                | 88,70                | 66,58                | 2                    | 2              |
| хафпайп      | Гу Ао       | 50,25        | 58,50        | 14           | Завершил выступление | Завершил выступление | Завершил выступление | Завершил выступление | 14             |
| хафпайп      | Фань Сяобин | 39,00        | 44,00        | 16           | Завершил выступление | Завершил выступление | Завершил выступление | Завершил выступление | 16             |
| хафпайп      | Ван Цзыян   | 20,25        | 7,50         | 21           | Завершил выступление | Завершил выступление | Завершил выступление | Завершил выступление | 21             |
| хафпайп      | Гао Хунбо   | 15,00        | DNS          | 25           | Завершил выступление | Завершил выступление | Завершил выступление | Завершил выступление | 25             |

Биг-эйр
| Соревнование | Спортсмены | Квалификация | Квалификация | Квалификация | Квалификация | Квалификация | Финал     | Финал     | Финал     | Финал  | Финал | Место |
| Соревнование | Спортсмены | 1-й заезд    | 2-й заезд    | 3-й заезд    | Всего        | Место        | 1-й заезд | 2-й заезд | 3-й заезд | Всего  | Место | Место |
| ------------ | ---------- | ------------ | ------------ | ------------ | ------------ | ------------ | --------- | --------- | --------- | ------ | ----- | ----- |
| биг-эйр      | Су Имин    | 92,50        | 62,75        | 28,00        | 155,25       | 5 Q          | 89,50     | 93,00     | 33,00     | 182,50 | 1     | 1     |

Слалом
| Соревнование                   | Спортсмены | Квалификация | Квалификация   | Квалификация | Квалификация | 1/8 финала           | Четвертьфинал        | Полуфинал            | Финал                | Место |
| Соревнование                   | Спортсмены | Синяя трасса | Красная трасса | Всего        | Место        | Соперник Результат   | Соперник Результат   | Соперник Результат   | Соперник Результат   | Место |
| ------------------------------ | ---------- | ------------ | -------------- | ------------ | ------------ | -------------------- | -------------------- | -------------------- | -------------------- | ----- |
| параллельный гигантский слалом | Би Е       | 42,10        | 41,43          | 1.23,53      | 22           | Завершил выступление | Завершил выступление | Завершил выступление | Завершил выступление | 22    |

Женщины
Фристайл
| Соревнование | Спортсмены | Квалификация | Квалификация | Квалификация | Финал                 | Финал                 | Финал                 | Финал                 | Итоговое место |
| Соревнование | Спортсмены | 1 спуск      | 2 спуск      | Место        | 1 спуск               | 2 спуск               | 3 спуск               | Место                 | Итоговое место |
| ------------ | ---------- | ------------ | ------------ | ------------ | --------------------- | --------------------- | --------------------- | --------------------- | -------------- |
| слоупстайл   | Жун Гэ     | 29,36        | 13,01        | 25           | Завершила выступление | Завершила выступление | Завершила выступление | Завершила выступление | 25             |
| хафпайп      | Цай Сюэтун | 83,25        | 55,50        | 3 Q          | 81,25                 | 64,50                 | 75,00                 | 4                     | 4              |
| хафпайп      | Лю Цзяюй   | 15,25        | 72,25        | 7 Q          | 11,25                 | 4,75                  | 73,50                 | 8                     | 8              |
| хафпайп      | Цю Лэн     | 63,50        | 66,25        | 12 Q         | 53,75                 | 9,50                  | 18,75                 | 12                    | 12             |

Биг-эйр
| Соревнование | Спортсмены | Квалификация | Квалификация | Квалификация | Квалификация | Квалификация | Финал     | Финал     | Финал     | Финал  | Финал | Место |
| Соревнование | Спортсмены | 1-й заезд    | 2-й заезд    | 3-й заезд    | Всего        | Место        | 1-й заезд | 2-й заезд | 3-й заезд | Всего  | Место | Место |
| ------------ | ---------- | ------------ | ------------ | ------------ | ------------ | ------------ | --------- | --------- | --------- | ------ | ----- | ----- |
| биг-эйр      | Жун Гэ     | 10,75        | 64,00        | 65,75        | 129,75       | 9 Q          | 29,00     | 85,75     | 74,25     | 160,00 | 5     | 5     |

Слалом
| Соревнование                   | Спортсмены  | Квалификация | Квалификация   | Квалификация | Квалификация | 1/8 финала            | Четвертьфинал         | Полуфинал             | Финал                 | Место |
| Соревнование                   | Спортсмены  | Синяя трасса | Красная трасса | Всего        | Место        | Соперник Результат    | Соперник Результат    | Соперник Результат    | Соперник Результат    | Место |
| ------------------------------ | ----------- | ------------ | -------------- | ------------ | ------------ | --------------------- | --------------------- | --------------------- | --------------------- | ----- |
| параллельный гигантский слалом | Гун Найин   | 45,62        | 43,69          | 1.29,31      | 19           | Завершила выступление | Завершила выступление | Завершила выступление | Завершила выступление | 19    |
| параллельный гигантский слалом | Цзан Жусинь | 46,22        | 51,26          | 1.37,48      | 25           | Завершила выступление | Завершила выступление | Завершила выступление | Завершила выступление | 25    |

Сноуборд-кросс
| Соревнование   | Спортсмены | Квалификация | Квалификация | Квалификация | 1/8 финала | 1/8 финала | Четвертьфинал         | Четвертьфинал         | Полуфинал             | Полуфинал             | Финал                 | Итоговое место |
| Соревнование   | Спортсмены | 1 спуск      | 2 спуск      | Место        | Заезд      | Место      | Заезд                 | Место                 | Заезд                 | Место                 | Место                 | Итоговое место |
| -------------- | ---------- | ------------ | ------------ | ------------ | ---------- | ---------- | --------------------- | --------------------- | --------------------- | --------------------- | --------------------- | -------------- |
| сноуборд-кросс | Фэн Хэ     | 1.34,31      | 1.31,25      | 30 Q         | 5          | 4          | Завершила выступление | Завершила выступление | Завершила выступление | Завершила выступление | Завершила выступление | 30             |

### Фигурное катание
На чемпионате мира по фигурному катанию 2021 года, Китай получил одну квоту в мужском и женском одиночном катании, две квоты в парном катании и одну квоту в танцах на льду.
| Соревнование              | Спортсмены            | Короткая программа | Короткая программа | Произвольная программа | Произвольная программа | Всего        | Всего |
| Соревнование              | Спортсмены            | Сумма баллов       | Место              | Сумма баллов           | Место                  | Сумма баллов | Место |
| ------------------------- | --------------------- | ------------------ | ------------------ | ---------------------- | ---------------------- | ------------ | ----- |
| мужское одиночное катание | Цзинь Боян            | 90,98              | 11                 | 179,45                 | 8                      | 270,43       | 9     |
| женское одиночное катание | Чжу И                 | 53,44              | 27                 | Завершила выступление  | Завершила выступление  | 53,44        | 27    |
| парное катание            | Суй Вэньцзин Хань Цун | 84,41              | 1                  | 155,47                 | 1                      | 239,88       | 1     |
| парное катание            | Пэн Чэн Цзинь Ян      | 76,10              | 5                  | 138,74                 | 6                      | 214,84       | 5     |
| танцы на льду             | Ван Шиюэ Лю Синьюй    | 73,41              | 12                 | 111,01                 | 12                     | 184,42       | 12    |

Командные соревнования
| Соревнование           | Спортсмены                                                                       | Короткая программа      | Короткая программа      | Короткая программа       | Короткая программа      | Произвольная программа   | Произвольная программа  | Произвольная программа   | Произвольная программа   | Всего     | Всего |
| Соревнование           | Спортсмены                                                                       | Мужчины                 | Женщины                 | Пары                     | Танцы                   | Мужчины                  | Женщины                 | Пары                     | Танцы                    | Результат | Место |
| ---------------------- | -------------------------------------------------------------------------------- | ----------------------- | ----------------------- | ------------------------ | ----------------------- | ------------------------ | ----------------------- | ------------------------ | ------------------------ | --------- | ----- |
| командные соревнования | Цзинь Боян Чжу И Суй Вэньцзин / Хань Цун Пэн Чэн / Цзинь Ян Ван Шиюэ / Лю Синьюй | 82,87 5-е место 5 очков | 47,03 10-е место 1 очко | 82,83 1-е место 10 очков | 74,66 5-е место 6 очков | 155,04 4-е место 7 очков | 91,41 5-е место 6 очков | 131,75 3-е место 8 очков | 107,18 4-е место 7 очков | 50        | 5     |

### Фристайл
Мужчины
Могул и акробатика
| Соревнование | Спортсмены  | Квалификация 1 | Квалификация 1 | Квалификация 2 | Квалификация 2 | Финал 1              | Финал 1              | Финал 2              | Финал 2              | Финал 3              | Финал 3              | Итоговое место |
| Соревнование | Спортсмены  | Очки           | Место          | Очки           | Место          | Очки                 | Место                | Очки                 | Место                | Очки                 | Место                | Итоговое место |
| ------------ | ----------- | -------------- | -------------- | -------------- | -------------- | -------------------- | -------------------- | -------------------- | -------------------- | -------------------- | -------------------- | -------------- |
| акробатика   | Ци Гуанпу   | 127,88         | 1 Q            | Не участвовал  | Не участвовал  | 125,22               | 4 Q                  | 129,00               | 1                    | Не проводится        | Не проводится        | 1              |
| акробатика   | Цзя Цзунъян | 125,67         | 2 Q            | Не участвовал  | Не участвовал  | 123,45               | 7                    | Завершил выступление | Завершил выступление | Завершил выступление | Завершил выступление | 7              |
| акробатика   | Ван Синьди  | 114,60         | 12             | 98,19          | 8              | Завершил выступление | Завершил выступление | Завершил выступление | Завершил выступление | Завершил выступление | Завершил выступление | 14             |
| акробатика   | Сунь Цзясюй | 85,40          | 23             | 110,86         | 12             | Завершил выступление | Завершил выступление | Завершил выступление | Завершил выступление | Завершил выступление | Завершил выступление | 18             |
| могул        | Чжао Ян     | 61,47          | 28             | 64,95          | 20             | Завершил выступление | Завершил выступление | Завершил выступление | Завершил выступление | Завершил выступление | Завершил выступление | 30             |

Парк и пайп
| Соревнование | Спортсмены  | Квалификация | Квалификация | Квалификация  | Квалификация | Финал                | Финал                | Финал                | Финал                | Итоговое место |
| Соревнование | Спортсмены  | 1 заезд      | 2 заезд      | 3 заезд       | Место        | 1 заезд              | 2 заезд              | 3 заезд              | Место                | Итоговое место |
| ------------ | ----------- | ------------ | ------------ | ------------- | ------------ | -------------------- | -------------------- | -------------------- | -------------------- | -------------- |
| слоупстайл   | Хэ Цзиньбо  | 42,83        | 20,85        | Не проводится | 22           | Завершил выступление | Завершил выступление | Завершил выступление | Завершил выступление | 22             |
| биг-эйр      | Хэ Цзиньбо  | 45,25        | 36,75        | 49,00         | 27           | Завершил выступление | Завершил выступление | Завершил выступление | Завершил выступление | 27             |
| хафпайп      | Мао Бинцян  | 62,75        | 66,25        | Не проводится | 14           | Завершил выступление | Завершил выступление | Завершил выступление | Завершил выступление | 14             |
| хафпайп      | Сунь Цзинбо | 4,25         | 48,75        | Не проводится | 18           | Завершил выступление | Завершил выступление | Завершил выступление | Завершил выступление | 18             |
| хафпайп      | Хэ Бинхань  | 45,00        | 17,75        | Не проводится | 21           | Завершил выступление | Завершил выступление | Завершил выступление | Завершил выступление | 21             |
| хафпайп      | Ван Хайчжо  | 37,00        | 9,25         | Не проводится | 22           | Завершил выступление | Завершил выступление | Завершил выступление | Завершил выступление | 22             |

Женщины
Могул и акробатика
| Соревнование | Спортсмены | Квалификация 1 | Квалификация 1 | Квалификация 2 | Квалификация 2 | Финал 1               | Финал 1               | Финал 2               | Финал 2               | Финал 3               | Финал 3               | Итоговое место |
| Соревнование | Спортсмены | Очки           | Место          | Очки           | Место          | Очки                  | Место                 | Очки                  | Место                 | Очки                  | Место                 | Итоговое место |
| ------------ | ---------- | -------------- | -------------- | -------------- | -------------- | --------------------- | --------------------- | --------------------- | --------------------- | --------------------- | --------------------- | -------------- |
| акробатика   | Сюй Мэнтао | 101,10         | 3 Q            | Не участвовала | Не участвовала | 103,89                | 2 Q                   | 108,61                | 1                     | Не проводится         | Не проводится         | 1              |
| акробатика   | Кун Фаньюй | 83,78          | 9              | 81,99          | 4 Q            | 102,71                | 3 Q                   | 59,67                 | 6                     | Не проводится         | Не проводится         | 6              |
| акробатика   | Шао Ци     | 77,49          | 15             | 54,90          | 11             | Завершила выступление | Завершила выступление | Завершила выступление | Завершила выступление | Завершила выступление | Завершила выступление | 17             |
| могул        | Ли Нань    | 63,32          | 19             | 10,67          | 15             | Завершила выступление | Завершила выступление | Завершила выступление | Завершила выступление | Завершила выступление | Завершила выступление | 25             |

Парк и пайп
| Соревнование | Спортсмены  | Квалификация | Квалификация | Квалификация  | Квалификация | Финал                 | Финал                 | Финал                 | Финал                 | Итоговое место |
| Соревнование | Спортсмены  | 1 заезд      | 2 заезд      | 3 заезд       | Место        | 1 заезд               | 2 заезд               | 3 заезд               | Место                 | Итоговое место |
| ------------ | ----------- | ------------ | ------------ | ------------- | ------------ | --------------------- | --------------------- | --------------------- | --------------------- | -------------- |
| слоупстайл   | Гу Айлин    | 57,28        | 79,38        | Не проводится | 3 Q          | 69,90                 | 16,98                 | 86,23                 | 2                     | 2              |
| слоупстайл   | Ян Шожуй    | 18,46        | 39,05        | Не проводится | 23           | Завершила выступление | Завершила выступление | Завершила выступление | Завершила выступление | 23             |
| биг-эйр      | Гу Айлин    | 89,00        | 24,50        | 72,25         | 5 Q          | 93,75                 | 88,50                 | 94,50                 | 1                     | 1              |
| биг-эйр      | Ян Шожуй    | 38,25        | 40,50        | 55,50         | 20           | Завершила выступление | Завершила выступление | Завершила выступление | Завершила выступление | 20             |
| хафпайп      | Гу Айлин    | 93.75        | 95,50        | Не проводится | 1 Q          | 93,25                 | 95,25                 | 30,00                 | 1                     | 1              |
| хафпайп      | Ли Фанхуэй  | 84,75        | 19,25        | Не проводится | 7 Q          | 81,75                 | 86,50                 | 16,75                 | 5                     | 5              |
| хафпайп      | Чжан Кэсинь | 77,50        | 86,50        | Не проводится | 5 Q          | 78,75                 | 25,75                 | 3,25                  | 7                     | 7              |
| хафпайп      | У Мэн       | 12.50        | 67.75        | Не проводится | 16           | Завершила выступление | Завершила выступление | Завершила выступление | Завершила выступление | 16             |

Ски-кросс
| Соревнование | Спортсмены   | Квалификация | Квалификация | 1/8 финала | 1/8 финала | Четвертьфинал         | Четвертьфинал         | Полуфинал             | Полуфинал             | Финал                 | Итоговое место |
| Соревнование | Спортсмены   | Результат    | Место        | Заезд      | Место      | Заезд                 | Место                 | Заезд                 | Место                 | Место                 | Итоговое место |
| ------------ | ------------ | ------------ | ------------ | ---------- | ---------- | --------------------- | --------------------- | --------------------- | --------------------- | --------------------- | -------------- |
| ски-кросс    | Жань Хунъюнь | 1.25,85      | 24           | 2          | 3          | Завершила выступление | Завершила выступление | Завершила выступление | Завершила выступление | Завершила выступление | 24             |
| ски-кросс    | Пу Жуй       | 1.30,01      | 25           | 2          | 4          | Завершила выступление | Завершила выступление | Завершила выступление | Завершила выступление | Завершила выступление | 25             |

Смешанная команда
Акробатика
| Соревнование | Спортсмены                                             | Финал 1 | Финал 1 | Финал 2 | Финал 2 | Итоговое место |
| Соревнование | Спортсмены                                             | Очки    | Место   | Очки    | Место   | Итоговое место |
| ------------ | ------------------------------------------------------ | ------- | ------- | ------- | ------- | -------------- |
| акробатика   | Сюй Мэнтао Цзя Цзунъян Ци Гуанпу Кун Фаньюй Ван Синьди | 336,89  | 1 Q     | 324,22  | 2       | 2              |

### Хоккей
| Соревнование | Команда                   | Предварительный раунд | Предварительный раунд | Предварительный раунд | Предварительный раунд | Предварительный раунд | Предварительный раунд | Квалификация плей-офф | Четвертьфинал         | Полуфинал             | Финал                 | Место |
| Соревнование | Команда                   | Группа                | Соперник Результат    | Соперник Результат    | Соперник Результат    | Соперник Результат    | Место                 | Соперник Результат    | Соперник Результат    | Соперник Результат    | Соперник Результат    | Место |
| ------------ | ------------------------- | --------------------- | --------------------- | --------------------- | --------------------- | --------------------- | --------------------- | --------------------- | --------------------- | --------------------- | --------------------- | ----- |
| Мужчины      | Мужская сборная по хоккею | A                     | США П 0:8             | Германия П 2:3        | Канада П 0:5          | н/д                   | 1                     | Канада П 2:7          | Завершили выступление | Завершили выступление | Завершили выступление | 12    |
| Женщины      | Женская сборная по хоккею | B                     | Чехия П 1:3           | Дания В 3:1           | Япония В 2:1          | Швеция П 1:2          | 4                     | Не проводится         | Завершили выступление | Завершили выступление | Завершили выступление | 9     |

#### Мужчины
Состав
Предварительный раунд
Группа A
|  | Команды, выходящие в четвертьфинал         |
|  | Команды, выходящие в квалификацию плей-офф |

| М | Сборная  | И | В | ВО | ПО | П | ШЗ | ШП | РШ  | О |
| - | -------- | - | - | -- | -- | - | -- | -- | --- | - |
| 1 | США      | 3 | 3 | 0  | 0  | 0 | 15 | 4  | 11  | 9 |
| 2 | Канада   | 3 | 2 | 0  | 0  | 1 | 12 | 5  | 7   | 6 |
| 3 | Германия | 3 | 1 | 0  | 0  | 2 | 6  | 10 | -4  | 3 |
| 4 | Китай    | 3 | 0 | 0  | 0  | 3 | 2  | 16 | -14 | 0 |

Время местное (UTC+8).
| 10 февраля 2022 21:10 | США | 8 : 0 (1:0, 3:0, 4:0) | Китай | Национальный крытый стадион Зрителей: 947 |

| Отчёт | Отчёт                                           | Отчёт   | Отчёт                         | Отчёт                                                                                |
| --- | ----------------------------------------------- | ------- | ----------------------------- | ------------------------------------------------------------------------------------ |
| |                                                 |         |                               |                                                                                      |
| | Дрю Коммессо — 00:00-60:00                      | Вратари | 00:00-60:00 — Цзежуйми Шимисы | Судьи: Микко Каукокари Михаэль Черриг Линейные судьи: Лаури Никулайнен Дмитрий Шишло |
| | Голы:                                           |         |                               | Судьи: Микко Каукокари Михаэль Черриг Линейные судьи: Лаури Никулайнен Дмитрий Шишло |
| Брендан Бриссон (бол.)— 10:38 (М. Нис) Ноа Кэйтс — 25:32 (Ш. Фаррелл, Б. Мейерс) Брайан О’Нил — 31:13 (Э. Миле, Б. Фэйбер) Шон Фаррелл — 38:07 (Н. Абруццезе) Шон Фаррелл — 41:06 (С. Кэмпфер, Б. Мейерс) Бен Мейерс — 50:19 (С. Фаррелл) Мэттью Бенирс — 52:00 (Н. Абруццезе, Б. Купер) Шон Фаррелл (бол.) — 58:27 (Д. Абделькадер, Д. Хеллесон) | 1 : 0 2 : 0 3 : 0 4 : 0 5 : 0 6 : 0 7 : 0 8 : 0 |         |                               | Судьи: Микко Каукокари Михаэль Черриг Линейные судьи: Лаури Никулайнен Дмитрий Шишло |
| |                                                 |         |                               | Судьи: Микко Каукокари Михаэль Черриг Линейные судьи: Лаури Никулайнен Дмитрий Шишло |
| |                                                 |         |                               | Судьи: Микко Каукокари Михаэль Черриг Линейные судьи: Лаури Никулайнен Дмитрий Шишло |
| |                                                 |         |                               | Судьи: Микко Каукокари Михаэль Черриг Линейные судьи: Лаури Никулайнен Дмитрий Шишло |
| 8 мин | Штраф                                           | 10 мин  |                               | Судьи: Микко Каукокари Михаэль Черриг Линейные судьи: Лаури Никулайнен Дмитрий Шишло |
| |                                                 |         |                               |                                                                                      |
| | 55                                              | Броски  | 29                            |                                                                                      |

| 12 февраля 2022 16:40 | Германия | 3 : 2 (2:0, 1:1, 0:1) | Китай | Национальный крытый стадион Зрителей: 804 |

| Отчёт                                                                                                   | Отчёт                            | Отчёт | Отчёт                         | Отчёт                                                                           |
| --- | -------------------------------- | --- | ----------------------------- | ------------------------------------------------------------------------------- |
| |                                  | |                               |                                                                                 |
| | Матиас Нидербергер — 00:00-60:00 | Вратари | 00:00-58:40 — Цзежуйми Шимисы | Судьи: Стивен Рено Максим Сидоренко Линейные судьи: Брайан Оливер Иржи Ондрачек |
| | Голы:                            | |                               | Судьи: Стивен Рено Максим Сидоренко Линейные судьи: Брайан Оливер Иржи Ондрачек |
| Марцель Брандт — 13:33 Корбиниан Хольцер — 16:24 (Д. Кахун) Доминик Кахун — 24:41 (М. Мюллер, Т. Ридер) | 1 : 0 2 : 0 3 : 0 3 : 1 3 : 2    | 39:14 — Фу Шуай (Цзекэ Кайляосы, Жуйань Сыпулаоэр) 49:00 — Ван Тайлэ (бол.) (Е Цзиньгуан, Жуйань Сыпулаоэр) |                               | Судьи: Стивен Рено Максим Сидоренко Линейные судьи: Брайан Оливер Иржи Ондрачек |
| |                                  | |                               | Судьи: Стивен Рено Максим Сидоренко Линейные судьи: Брайан Оливер Иржи Ондрачек |
| |                                  | |                               | Судьи: Стивен Рено Максим Сидоренко Линейные судьи: Брайан Оливер Иржи Ондрачек |
| |                                  | |                               | Судьи: Стивен Рено Максим Сидоренко Линейные судьи: Брайан Оливер Иржи Ондрачек |
| 10 мин                                                                                                  | Штраф                            | 6 мин |                               | Судьи: Стивен Рено Максим Сидоренко Линейные судьи: Брайан Оливер Иржи Ондрачек |
| |                                  | |                               |                                                                                 |
| | 38                               | Броски | 16                            |                                                                                 |

| 13 февраля 2022 21:10 | Китай | 0 : 5 (0:3, 0:1, 0:1) | Канада | Национальный крытый стадион Зрителей: 904 |

| Отчёт  | Отчёт                         | Отчёт | Отчёт                      | Отчёт                                                                           |
| ------ | ----------------------------- | --- | -------------------------- | ------------------------------------------------------------------------------- |
|        |                               | |                            |                                                                                 |
|        | Оубань Юнли — 00:00-60:00     | Вратари | 00:00-60:00 — Мэтт Томкинс | Судьи: Андрис Ансонс Эндрю Брюггеман Линейные судьи: Даниэль Гынек Глеб Лазарев |
|        | Голы:                         | |                            | Судьи: Андрис Ансонс Эндрю Брюггеман Линейные судьи: Даниэль Гынек Глеб Лазарев |
|        | 0 : 1 0 : 2 0 : 3 0 : 4 0 : 5 | 02:09 — Бен Стрит (К. Джонсон, Э. О’Делл) 06:44 — Адам Тамбеллини (А. Грант, Т. Уозерспун) 10:06 — Эрик О’ Делл (Д. Хо-Сэнг, Т. Уозерспун) 38:03 — Кент Джонсон (Д. Демерс, Д. Уил) 46:23 — Корбэн Найт (бол.) (О. Пауэр, Д. Хо-Сэнг) |                            | Судьи: Андрис Ансонс Эндрю Брюггеман Линейные судьи: Даниэль Гынек Глеб Лазарев |
|        |                               | |                            | Судьи: Андрис Ансонс Эндрю Брюггеман Линейные судьи: Даниэль Гынек Глеб Лазарев |
|        |                               | |                            | Судьи: Андрис Ансонс Эндрю Брюггеман Линейные судьи: Даниэль Гынек Глеб Лазарев |
|        |                               | |                            | Судьи: Андрис Ансонс Эндрю Брюггеман Линейные судьи: Даниэль Гынек Глеб Лазарев |
| 10 мин | Штраф                         | 8 мин |                            | Судьи: Андрис Ансонс Эндрю Брюггеман Линейные судьи: Даниэль Гынек Глеб Лазарев |
|        |                               | |                            |                                                                                 |
|        | 26                            | Броски | 44                         |                                                                                 |

Квалификация плей-офф
| 15 февраля 2022 21:10 | Канада | 7 : 2 (2:1, 3:1, 2:0) | Китай | Национальный крытый стадион Зрителей: 994 |

| Отчёт | Отчёт                                                 | Отчёт                                                                           | Отчёт                                                   | Отчёт                                                                               |
| --- | ----------------------------------------------------- | ------------------------------------------------------------------------------- | ------------------------------------------------------- | ----------------------------------------------------------------------------------- |
| |                                                       |                                                                                 |                                                         |                                                                                     |
| | Мэтт Томкинс — 00:00-60:00                            | Вратари                                                                         | 00:00-20:00 — Цзежуйми Шимисы 20:00-60:00 — Оубань Юнли | Судьи: Михаэль Черриг Кристиан Викман Линейные судьи: Дэвид Обвегезер Иржи Ондрачек |
| | Голы:                                                 |                                                                                 |                                                         | Судьи: Михаэль Черриг Кристиан Викман Линейные судьи: Дэвид Обвегезер Иржи Ондрачек |
| Джордан Уил (бол.) — 06:57 (А. Тамбеллини, М. Норо) Джордан Уил (бол.) — 09:55 (Э. Стаал, А. Тамбеллини) Адам Тамбеллини (бол.) — 26:36 (М. Норо, Дж. Уил) Адам Тамбеллини (бул.) — 28:39 Эрик О’Делл — 32:05 (Дж. Демерс, К. Джонсон) Эрик Стаал — 55:55 (М. Мактавиш, Дж. Макбэйн) Джек Макбэйн (бол.) — 58:19 (М. Норо, А. Тамбеллини) | 1 : 0 2 : 0 2 : 1 3 : 1 4 : 1 5 : 1 5 : 2 6 : 2 7 : 2 | 15:32 — Цзянь Ань (Вэй Жуйкэ) 38:59 — Цзянь Ань (бол.) (Ло Цзя, Цзекэ Кайляосы) |                                                         | Судьи: Михаэль Черриг Кристиан Викман Линейные судьи: Дэвид Обвегезер Иржи Ондрачек |
| |                                                       |                                                                                 |                                                         | Судьи: Михаэль Черриг Кристиан Викман Линейные судьи: Дэвид Обвегезер Иржи Ондрачек |
| |                                                       |                                                                                 |                                                         | Судьи: Михаэль Черриг Кристиан Викман Линейные судьи: Дэвид Обвегезер Иржи Ондрачек |
| |                                                       |                                                                                 |                                                         | Судьи: Михаэль Черриг Кристиан Викман Линейные судьи: Дэвид Обвегезер Иржи Ондрачек |
| 15 мин | Штраф                                                 | 16 мин                                                                          |                                                         | Судьи: Михаэль Черриг Кристиан Викман Линейные судьи: Дэвид Обвегезер Иржи Ондрачек |
| |                                                       |                                                                                 |                                                         |                                                                                     |
| | 45                                                    | Броски                                                                          | 29                                                      |                                                                                     |

#### Женщины
Состав
Предварительный раунд
Группа B
| М | Сборная | И | В | ВО | ПО | П | ШЗ | ШП | РШ | О |
| - | ------- | - | - | -- | -- | - | -- | -- | -- | - |
| 1 | Япония  | 4 | 2 | 1  | 1  | 0 | 13 | 7  | +6 | 9 |
| 2 | Чехия   | 4 | 2 | 0  | 1  | 1 | 10 | 8  | +2 | 7 |
| 3 | Швеция  | 4 | 2 | 0  | 0  | 2 | 7  | 8  | -1 | 6 |
| 4 | Китай   | 4 | 1 | 1  | 0  | 2 | 7  | 7  | 0  | 5 |
| 5 | Дания   | 4 | 1 | 0  | 0  | 3 | 7  | 14 | -7 | 3 |

Время местное (UTC+8).
| 3 февраля 2022 12:10 | Чехия | 3 : 1 (1:0, 1:1, 1:0) | Китай | Спортивный центр «Укэсун», Пекин Зрителей: 499 |

| Отчёт | Отчёт                         | Отчёт                                       | Отчёт                  | Отчёт                                                                       |
| --- | ----------------------------- | ------------------------------------------- | ---------------------- | --------------------------------------------------------------------------- |
| |                               |                                             |                        |                                                                             |
| | Клара Песларова — 00:00-60:00 | Вратари                                     | 00:00-60:00 — Чэнь Тия | Судьи: Тияна Хаак Анниина Нурми Линейные судьи: Анна Хаммар Юлия Кайнбергер |
| | Голы:                         |                                             |                        | Судьи: Тияна Хаак Анниина Нурми Линейные судьи: Анна Хаммар Юлия Кайнбергер |
| Тереза Радова — 10:38 (Т. Ванисова, А. Тейралова) Дениса Кризова — 23:57 (Н. Нойбауэрова, С. Каянова) Микаэла Пейзлова — 46:27 (П. Горалкова) | 1:0 2:0 2:1 3:1               | 29:02 — Ми Лэ (Линь Цици, Ван Юйтин) (бол.) |                        | Судьи: Тияна Хаак Анниина Нурми Линейные судьи: Анна Хаммар Юлия Кайнбергер |
| |                               |                                             |                        | Судьи: Тияна Хаак Анниина Нурми Линейные судьи: Анна Хаммар Юлия Кайнбергер |
| |                               |                                             |                        | Судьи: Тияна Хаак Анниина Нурми Линейные судьи: Анна Хаммар Юлия Кайнбергер |
| |                               |                                             |                        | Судьи: Тияна Хаак Анниина Нурми Линейные судьи: Анна Хаммар Юлия Кайнбергер |
| 4 мин | Штраф                         | 6 мин                                       |                        | Судьи: Тияна Хаак Анниина Нурми Линейные судьи: Анна Хаммар Юлия Кайнбергер |
| |                               |                                             |                        |                                                                             |
| | 36                            | Броски                                      | 14                     |                                                                             |

| 4 февраля 2022 12:10 | Дания | 1 : 3 (1:0, 0:1, 0:2) | Китай | Спортивный центр «Укэсун», Пекин Зрителей: 580 |

| Отчёт                                      | Отчёт                                             | Отчёт                                                                                  | Отчёт                    | Отчёт                                                                          |
| ------------------------------------------ | ------------------------------------------------- | -------------------------------------------------------------------------------------- | ------------------------ | ------------------------------------------------------------------------------ |
|                                            |                                                   |                                                                                        |                          |                                                                                |
|                                            | Кассандра Репсток-Ромме — 00:00-59:22 59:28-60:00 | Вратари                                                                                | 00:00-60:00 — Чжоу Цзяин | Судьи: Дарья Ермак Челси Рапин Линейные судьи: Вероника Ловенсно Линнеа Сайнио |
|                                            | Голы:                                             |                                                                                        |                          | Судьи: Дарья Ермак Челси Рапин Линейные судьи: Вероника Ловенсно Линнеа Сайнио |
| Мален Франдсен — 8:06 (Н. Йенсен, С. Глуд) | 1:0 1:1 1:2 1:3                                   | 36:46 — Линь Цици (Юй Байвэй, Ван Юйтин) 59:10 — Линь Ни (Линь Цици) 59:28 — Линь Цици |                          | Судьи: Дарья Ермак Челси Рапин Линейные судьи: Вероника Ловенсно Линнеа Сайнио |
|                                            |                                                   |                                                                                        |                          | Судьи: Дарья Ермак Челси Рапин Линейные судьи: Вероника Ловенсно Линнеа Сайнио |
|                                            |                                                   |                                                                                        |                          | Судьи: Дарья Ермак Челси Рапин Линейные судьи: Вероника Ловенсно Линнеа Сайнио |
|                                            |                                                   |                                                                                        |                          | Судьи: Дарья Ермак Челси Рапин Линейные судьи: Вероника Ловенсно Линнеа Сайнио |
| 6 мин                                      | Штраф                                             | 6 мин                                                                                  |                          | Судьи: Дарья Ермак Челси Рапин Линейные судьи: Вероника Ловенсно Линнеа Сайнио |
|                                            |                                                   |                                                                                        |                          |                                                                                |
|                                            | 23                                                | Броски                                                                                 | 32                       |                                                                                |

| 6 февраля 2022 16:40 | Китай | 2 : 1 (Б) (0:1, 0:0, 1:0: 0:0, 1:0) | Япония | Спортивный центр «Укэсун», Пекин Зрителей: 506 |

| Отчёт                                                                                       | Отчёт                    | Отчёт | Отчёт                        | Отчёт                                                                           |
| ------------------------------------------------------------------------------------------- | ------------------------ | --- | ---------------------------- | ------------------------------------------------------------------------------- |
|                                                                                             |                          | |                              |                                                                                 |
|                                                                                             | Чжоу Цзяин — 00:00-65:00 | Вратари                                                                                                   | 00:00-65:00 — Нана Фудзимото | Судьи: Тияна Хаак Анниина Нурми Линейные судьи: Йенни Хейккинен Юлия Кайнбергер |
|                                                                                             | Голы:                    | |                              | Судьи: Тияна Хаак Анниина Нурми Линейные судьи: Йенни Хейккинен Юлия Кайнбергер |
| Ху Баочжэнь — 41:06 (Ли Бэйка) Ми Лэ (поб. бул.) — 65:00 Линь Цици Линь Ни Чжан Сифан Ми Лэ | 0:1 :1 2:1 Буллиты:      | 18:02 — Аканэ Хосоямада (бол.) (С. Коикэ, Т. Осава) Ханаэ Кубо Аканэ Сига Руи Укита Харука Токо Аяка Токо |                              | Судьи: Тияна Хаак Анниина Нурми Линейные судьи: Йенни Хейккинен Юлия Кайнбергер |
|                                                                                             |                          | |                              | Судьи: Тияна Хаак Анниина Нурми Линейные судьи: Йенни Хейккинен Юлия Кайнбергер |
|                                                                                             |                          | |                              | Судьи: Тияна Хаак Анниина Нурми Линейные судьи: Йенни Хейккинен Юлия Кайнбергер |
|                                                                                             |                          | |                              | Судьи: Тияна Хаак Анниина Нурми Линейные судьи: Йенни Хейккинен Юлия Кайнбергер |
| 6 мин                                                                                       | Штраф                    | 0 мин |                              | Судьи: Тияна Хаак Анниина Нурми Линейные судьи: Йенни Хейккинен Юлия Кайнбергер |
|                                                                                             |                          | |                              |                                                                                 |
|                                                                                             | 29                       | Броски | 33                           |                                                                                 |

| 7 февраля 2022 21:10 | Китай | 1 : 2 (1:0, 0:2, 0:0) | Швеция | Спортивный центр «Укэсун», Пекин Зрителей: 588 |

| Отчёт                            | Отчёт                    | Отчёт                                                                                         | Отчёт                        | Отчёт                                                                            |
| -------------------------------- | ------------------------ | --------------------------------------------------------------------------------------------- | ---------------------------- | -------------------------------------------------------------------------------- |
|                                  |                          |                                                                                               |                              |                                                                                  |
|                                  | Чжоу Цзяин — 00:00-57:46 | Вратари                                                                                       | 00:00-60:00 — Эмма Содерберг | Судьи: Анниина Нурми Анна Виганд Линейные судьи: Йенни Хейккинен Юлия Кайнбергер |
|                                  | Голы:                    |                                                                                               |                              | Судьи: Анниина Нурми Анна Виганд Линейные судьи: Йенни Хейккинен Юлия Кайнбергер |
| Кан Мулань — 5:16 (Линь Цзясинь) | 1:0 1:1 1:2              | 25:14 — Фелиция Викнер-Зенкевич (бул.) 26:39 — Жозефина Боувенг (М. Нюлен-Перссон, М. Ваксин) |                              | Судьи: Анниина Нурми Анна Виганд Линейные судьи: Йенни Хейккинен Юлия Кайнбергер |
|                                  |                          |                                                                                               |                              | Судьи: Анниина Нурми Анна Виганд Линейные судьи: Йенни Хейккинен Юлия Кайнбергер |
|                                  |                          |                                                                                               |                              | Судьи: Анниина Нурми Анна Виганд Линейные судьи: Йенни Хейккинен Юлия Кайнбергер |
|                                  |                          |                                                                                               |                              | Судьи: Анниина Нурми Анна Виганд Линейные судьи: Йенни Хейккинен Юлия Кайнбергер |
| 2 мин                            | Штраф                    | 6 мин                                                                                         |                              | Судьи: Анниина Нурми Анна Виганд Линейные судьи: Йенни Хейккинен Юлия Кайнбергер |
|                                  |                          |                                                                                               |                              |                                                                                  |
|                                  | 33                       | Броски                                                                                        | 33                           |                                                                                  |

### Шорт-трек
Мужчины
| Соревнование | Спортсмены                                          | Отборочный раунд | Отборочный раунд | Отборочный раунд | Четвертьфинал | Четвертьфинал | Четвертьфинал | Полуфинал            | Полуфинал            | Полуфинал            | Финал                | Финал                | Финал                | Итоговое место |
| Соревнование | Спортсмены                                          | Забег            | Результат        | Место            | Забег         | Результат     | Место         | Забег                | Результат            | Место                | Название             | Результат            | Место                | Итоговое место |
| ------------ | --------------------------------------------------- | ---------------- | ---------------- | ---------------- | ------------- | ------------- | ------------- | -------------------- | -------------------- | -------------------- | -------------------- | -------------------- | -------------------- | -------------- |
| 500 метров   | У Дацзин                                            | 8                | 40,230           | 1 Q              | 2             | 40,528        | 1 Q           | 2                    | 40,478               | 3 QB                 | B                    | 41,157               | 1                    | 6              |
| 500 метров   | Жэнь Цзывэй                                         | 2                | 40,669           | 1 Q              | 1             | 40,714        | 3             | Завершил выступление | Завершил выступление | Завершил выступление | Завершил выступление | Завершил выступление | Завершил выступление | 11             |
| 500 метров   | Сунь Лун                                            | 7                | 42,871           | 3 ADV            | 1             | 40,779        | 4             | Завершил выступление | Завершил выступление | Завершил выступление | Завершил выступление | Завершил выступление | Завершил выступление | 15             |
| 1000 метров  | Жэнь Цзывэй                                         | 2                | 1.23,772         | 1 Q              | 3             | 1.34,211      | 2 Q           | 1                    | 1.26,576             | 1 QA                 | A                    | 1.26,768             | 1                    | 1              |
| 1000 метров  | Ли Вэньлун                                          | 5                | 1.23,140         | 3 q              | 4             | 1.30,550      | 2 Q           | 1                    | 1.26,722             | 2 QA                 | A                    | 1.29,917             | 2                    | 2              |
| 1000 метров  | У Дацзин                                            | 3                | 1.23,927         | 1 Q              | 1             | 1.33,302      | 2 Q           | 2                    | 1.23,928             | 2 QA                 | A                    | 1.42,937             | 4                    | 4              |
| 1500 метров  | Жэнь Цзывэй                                         | Не проводится    | Не проводится    | Не проводится    | 6             | 2.15,084      | 1 Q           | 3                    | PEN                  | PEN                  | Завершил выступление | Завершил выступление | Завершил выступление | 21             |
| 1500 метров  | Сунь Лун                                            | Не проводится    | Не проводится    | Не проводится    | 2             | 2.19,244      | 4             | Завершил выступление | Завершил выступление | Завершил выступление | Завершил выступление | Завершил выступление | Завершил выступление | 25             |
| 1500 метров  | Чжан Тяньи                                          | Не проводится    | Не проводится    | Не проводится    | 5             | –             | 6             | Завершил выступление | Завершил выступление | Завершил выступление | Завершил выступление | Завершил выступление | Завершил выступление | 33             |
| Эстафета     | У Дацзин Жэнь Цзывэй Сунь Лун Ли Вэньлун Чжан Тяньи | Не проводятся    | Не проводятся    | Не проводятся    | Не проводятся | Не проводятся | Не проводятся | 1                    | 6.51,040             | 4 ADVA               | A                    | 6.51,654             | 5                    | 5              |

Женщины
| Соревнование | Спортсмены                                              | Отборочный раунд | Отборочный раунд | Отборочный раунд | Четвертьфинал | Четвертьфинал | Четвертьфинал | Полуфинал             | Полуфинал             | Полуфинал             | Финал                 | Финал                 | Финал                 | Итоговое место |
| Соревнование | Спортсмены                                              | Забег            | Результат        | Место            | Забег         | Результат     | Место         | Забег                 | Результат             | Место                 | Название              | Результат             | Место                 | Итоговое место |
| ------------ | ------------------------------------------------------- | ---------------- | ---------------- | ---------------- | ------------- | ------------- | ------------- | --------------------- | --------------------- | --------------------- | --------------------- | --------------------- | --------------------- | -------------- |
| 500 метров   | Чжан Юйтин                                              | 5                | 43,233           | 2 Q              | 3             | 54,211        | 3ADV          | 2                     | 43,196                | 2 QA                  | A                     | 42,803                | 4                     | 4              |
| 500 метров   | Цюй Чуньюй                                              | 7                | 42,691           | 2                | 4             | 43,029        | 2 Q           | 2                     | PEN                   | PEN                   | Завершила выступление | Завершила выступление | Завершила выступление | 10             |
| 500 метров   | Фань Кэсинь                                             | 2                | 43,275           | 1 Q              | 1             | 1.03,594      | 3             | Завершила выступление | Завершила выступление | Завершила выступление | Завершила выступление | Завершила выступление | Завершила выступление | 11             |
| 1000 метров  | Цюй Чуньюй                                              | 3                | 1.30,342         | 1 Q              | 1             | 1.28,355      | 4             | Завершила выступление | Завершила выступление | Завершила выступление | Завершила выступление | Завершила выступление | Завершила выступление | 13             |
| 1000 метров  | Чжан Чутун                                              | 5                | 1.27,910         | 3 q              | 3             | 1.29,755      | 4             | Завершила выступление | Завершила выступление | Завершила выступление | Завершила выступление | Завершила выступление | Завершила выступление | 15             |
| 1000 метров  | Хань Юйтун                                              | 2                | 1.27,401         | 2 Q              | 1             | 1.31,638      | 5             | Завершила выступление | Завершила выступление | Завершила выступление | Завершила выступление | Завершила выступление | Завершила выступление | 18             |
| 1500 метров  | Хань Юйтун                                              | Не проводится    | Не проводится    | Не проводится    | 4             | 2.21,191      | 3 Q           | 3                     | 2.17,112              | 2 QA                  | A                     | 2.19,07               | 7                     | 7              |
| 1500 метров  | Чжан Юйтин                                              | Не проводится    | Не проводится    | Не проводится    | 1             | 2.22,161      | 3 Q           | 3                     | 2.18,741              | 6                     | Завершила выступление | Завершила выступление | Завершила выступление | 17             |
| 1500 метров  | Чжан Чутун                                              | Не проводится    | Не проводится    | Не проводится    | 6             | 2.19,839      | 4 q           | 1                     | 2.26,717              | 7                     | Завершила выступление | Завершила выступление | Завершила выступление | 20             |
| Эстафета     | Хань Юйтун Цюй Чуньюй Фань Кэсинь Чжан Юйтин Чжан Чутун | Не проводятся    | Не проводятся    | Не проводятся    | Не проводятся | Не проводятся | Не проводятся | 1                     | 4.04,383              | 2 QA                  | A                     | 4.03,863              | 3                     | 3              |

Смешанная
| Соревнование       | Спортсмены                                                      | Четвертьфинал | Четвертьфинал | Четвертьфинал | Полуфинал | Полуфинал | Полуфинал | Финал    | Финал     | Финал | Итоговое место |
| Соревнование       | Спортсмены                                                      | Забег         | Результат     | Место         | Забег     | Результат | Место     | Название | Результат | Место | Итоговое место |
| ------------------ | --------------------------------------------------------------- | ------------- | ------------- | ------------- | --------- | --------- | --------- | -------- | --------- | ----- | -------------- |
| смешанная эстафета | Цюй Чуньюй Фань Кэсинь Чжан Юйтин У Дацзин Жэнь Цзывэй Сунь Лун | 1             | 2.37,535      | 1 Q           | 2         | 2.38,783  | 2 QA      | A        | 2.37,348  | 1     | 1              |

### Комментарии
1. ↑  Запасной
2. ↑  Запасной
3. ↑  Не была награждена
4. ↑  Не был награждён
5. ↑  Запасной
6. ↑  Не был награждён